# 길 산스
길 산스(Gill Sans)는 에릭 길이 디자인하고 영국의 모노타입이 1928년에 출시한 인본주의적 산세리프 글꼴이다. 이 글꼴은 에드워드 존스턴이 1916년에 디자인한 "언더그라운드 알파벳"에 기반을 두고 있으며, 이는 런던 지하철의 기업 글꼴이었다.
젊은 예술가였던 길은 존스턴의 초기 개발 단계에서 그를 도왔다. 1926년, 젊은 인쇄업자이자 출판업자인 더글러스 클레버돈이 브리스틀에 서점을 열었고, 길은 그 서점을 위해 산세리프 대문자를 사용하여 파시아를 그렸다. 또한, 길은 클레버돈이 앞으로 공지사항 등에 사용할 수 있도록 가이드로 알파벳을 스케치해 주었다. 이 무렵 길은 저명한 석공, 예술가, 그리고 문자 조각가로서 독자적인 입지를 굳혔고, 글꼴 디자인 작업도 시작했다.
길은 친구이자 영향력 있는 모노타입 임원 및 인쇄 역사학자인 스탠리 모리슨의 의뢰를 받아 자신의 알파벳을 완전한 활자 계열로 발전시켰다. 모리슨은 길 산스가 1920년대 후반 독일에서 큰 주목을 받으며 출시되었던 에르바르, 푸투라, 카벨 등 새로운 "기하학적" 스타일의 독일 산세리프 계열에 대한 모노타입의 경쟁자가 될 수 있기를 바랐다. 길 산스는 처음에 제목용 대문자 세트로 출시되었고, 이어서 소문자가 빠르게 출시되었다. 길의 목표는 존스턴, 고전적인 세리프 글꼴, 그리고 로마 비문의 영향을 융합하여 깨끗하면서도 동시에 고전적인 느낌을 주는 디자인을 만드는 것이었다. 길 산스가 산세리프 텍스트로만 문서를 설정하는 관행이 보편화되기 전에 디자인되었기 때문에, 그 표준 두께는 대부분의 현대 본문 글꼴보다 눈에 띄게 두껍다.
길 산스는 즉각적인 성공을 거두었다. 출시 1년 후, 런던 노스 이스턴 철도 (LNER)는 모든 포스터, 시간표 및 홍보 자료에 이 글꼴을 채택했다. 브리티시 철도는 1948년 빅 포 철도 회사가 국유화될 때 길 산스를 표준 글자체로 선택했다. 길 산스는 또한 곧 펭귄 북스의 의도적으로 단순한 모더니즘 표지에도 사용되었고, 매우 큰 글꼴 크기로 판매되었는데, 이는 당시 영국 포스터와 공지사항에 자주 사용되었다. 길 산스는 출시 이후 영국 인쇄에서 지배적인 글꼴 중 하나였으며, 여전히 매우 인기가 많다. 영국 디자인에서 오랫동안 인기를 누린 덕분에 "영국 헬베티카"로 묘사되기도 했다. 길 산스는 다른 많은 글꼴에 영향을 미쳤으며, 인본주의적 스타일로 알려진 산세리프 장르를 정의하는 데 기여했다.
모노타입은 원래의 보통 또는 중간 두께를 다양한 스타일의 큰 계열로 빠르게 확장했으며, 계속해서 판매하고 있다. 기본 세트는 일부 마이크로소프트 소프트웨어 및 macOS 글꼴에 포함되어 있다.

## 특징

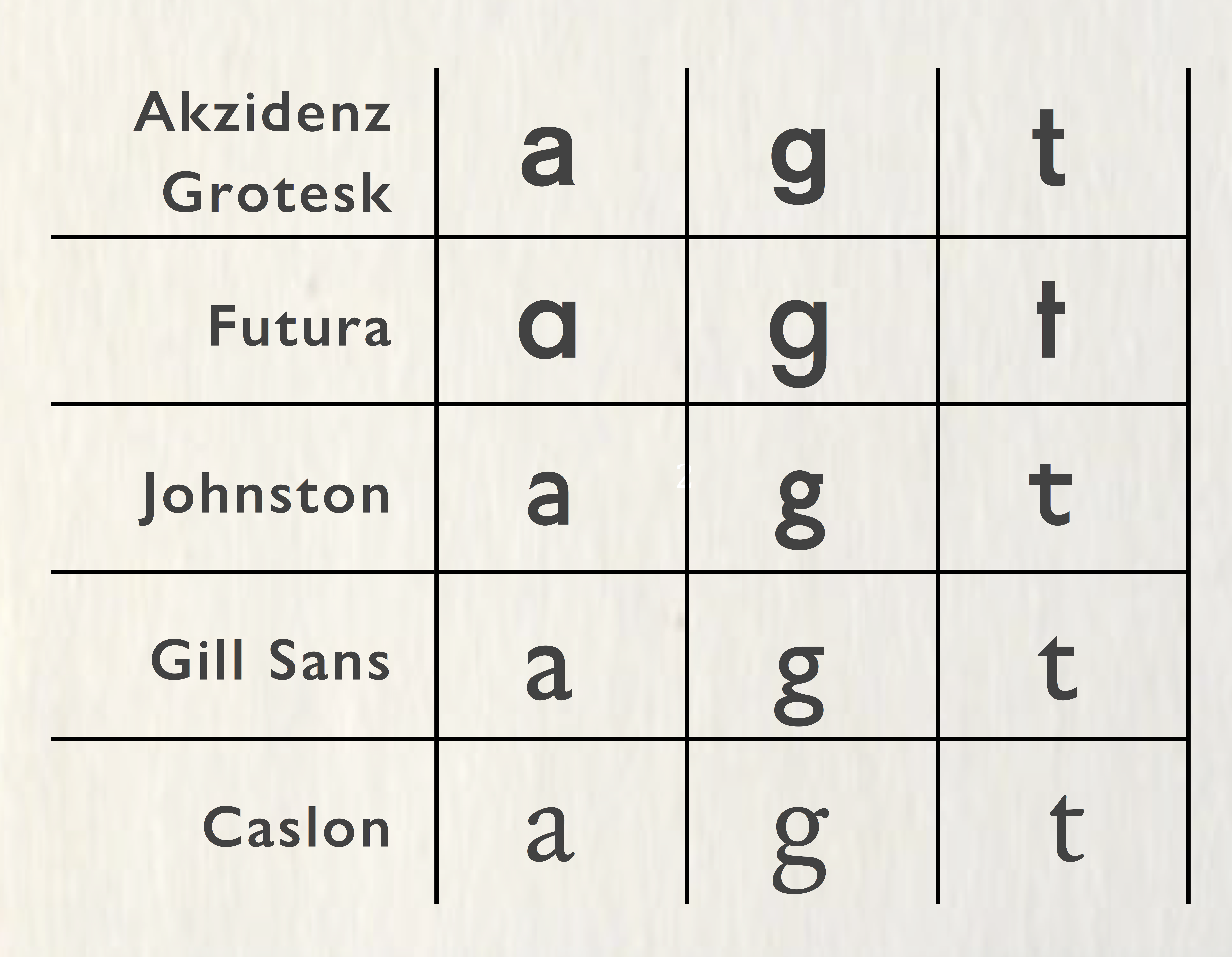
길 산스와 동시대 다른 산세리프체 비교. 길 산스는 많은 산세리프체에서 사용되는 단층 'g'나 'a'를 사용하지 않으며, 존스턴보다 모노라인적이지 않다. 그 구조는 푸투라처럼 직선과 원을 강하게 기반으로 하는 것보다는 캐슬론과 같은 전통적인 세리프 글꼴의 영향을 받았다.

길 산스의 비율은 대문자에서는 기념비적인 로마 대문자에서, 소문자에서는 전통적인 "올드 스타일" 세리프 문자에서 유래한다. 이는 푸투라와 같은 단순한 사각형과 원을 기반으로 하는 기하학적 산세리프체나 아크지덴츠-그로테스크, 헬베티카, 유니버스와 같이 19세기 글자체 스타일의 영향을 받은 그로테스크 또는 "산업적" 디자인과는 매우 다른 스타일을 제공한다. 예를 들어, "C"와 "a"는 그로테스크 산세리프체에 비해 훨씬 덜 "접힌" 구조를 가지며, 더 넓은 구경을 가진다. 로만 또는 일반 스타일의 "a"와 "g"는 필기체나 흑자체에서 자주 발견되는 그로테스크 및 특히 기하학적 산세리프체에서 사용되는 "단층" 형태가 아닌 "이층" 디자인이다.

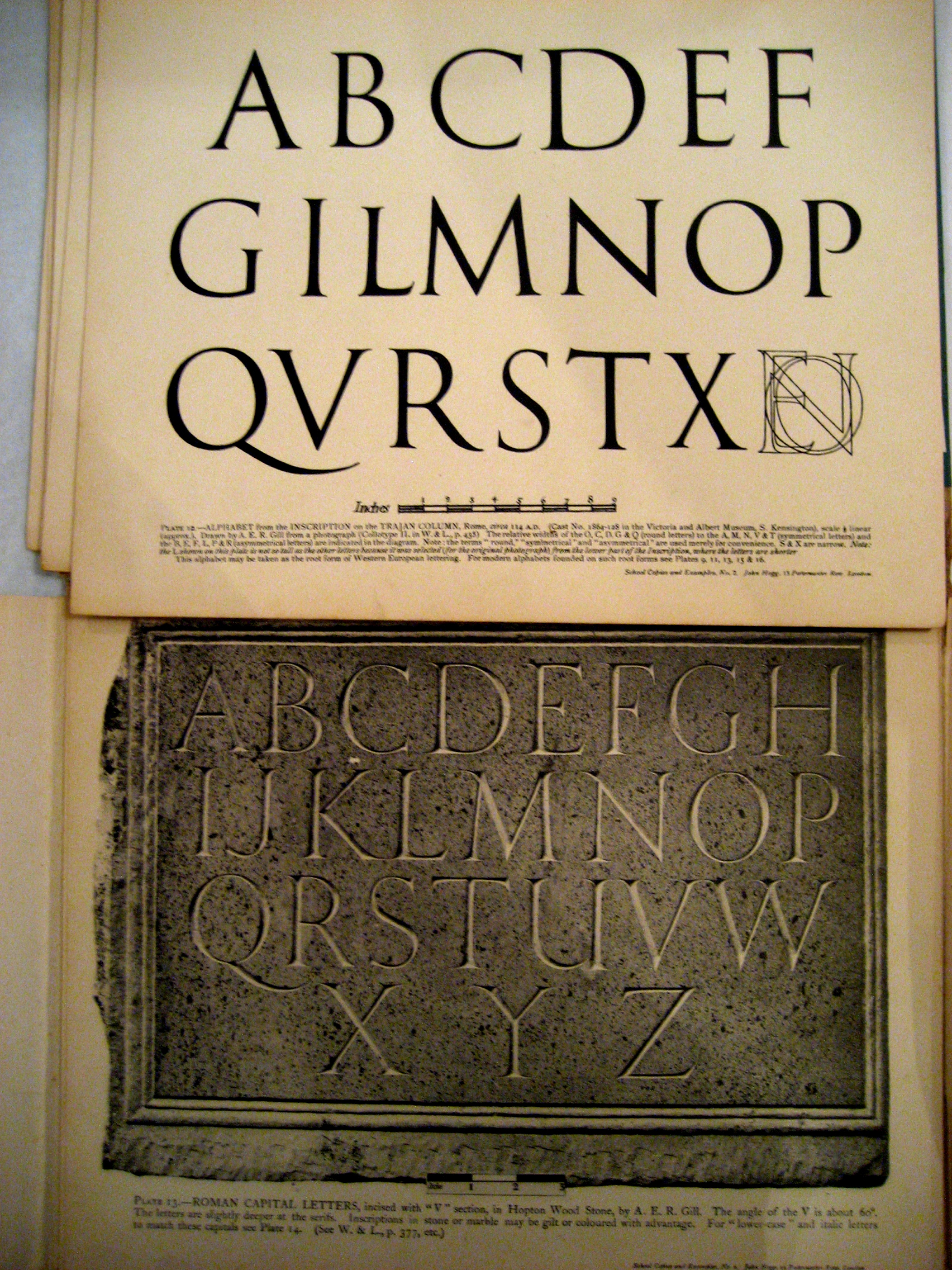
길이 로마의 트라야누스 원주에 있는 "트라야누스" 대문자를 그린 그림과 새긴 사진. 길 산스와 존스턴 대문자의 모델이다. 예술공예 운동 장인들에게는 가장 잘 그려진 문자 중 하나로 존경받았으며, 의도적으로 예술적인 디자인으로 만들어진 많은 표지판과 글자 작업은 이를 기반으로 한다.

길 산스의 대문자는 부분적으로 로마의 트라야누스 원주에서 발견되는 것과 같이 폭의 상당한 변화를 가진 로마 대문자를 모델로 한다. 이들은 당시 영국에서 비문 글자체 표준이 되었다. 길의 스승 에드워드 존스턴은 "로마 대문자는 가독성과 아름다움 면에서 문자 중 최고의 위치를 차지하고 있다. 이들은 가장 웅장하고 중요한 비문에 가장 적합한 형태이다"라고 썼다.
길 산스는 이전에 나왔던 기하학적 산세리프체만큼 순전히 기하학적인 원리에 기반을 두지는 않지만, 길 산스의 일부 측면은 기하학적인 느낌을 준다. J는 기준선 아래로 내려가고, "O"는 거의 완벽한 원이며, 대문자 "M"은 중간 획이 중앙에서 만나는 정사각형의 비율을 기반으로 한다. 이는 로마 조각에서 영감을 받은 것이 아니라 존스턴과 매우 유사하다. "E"와 "F" 또한 상대적으로 좁다.

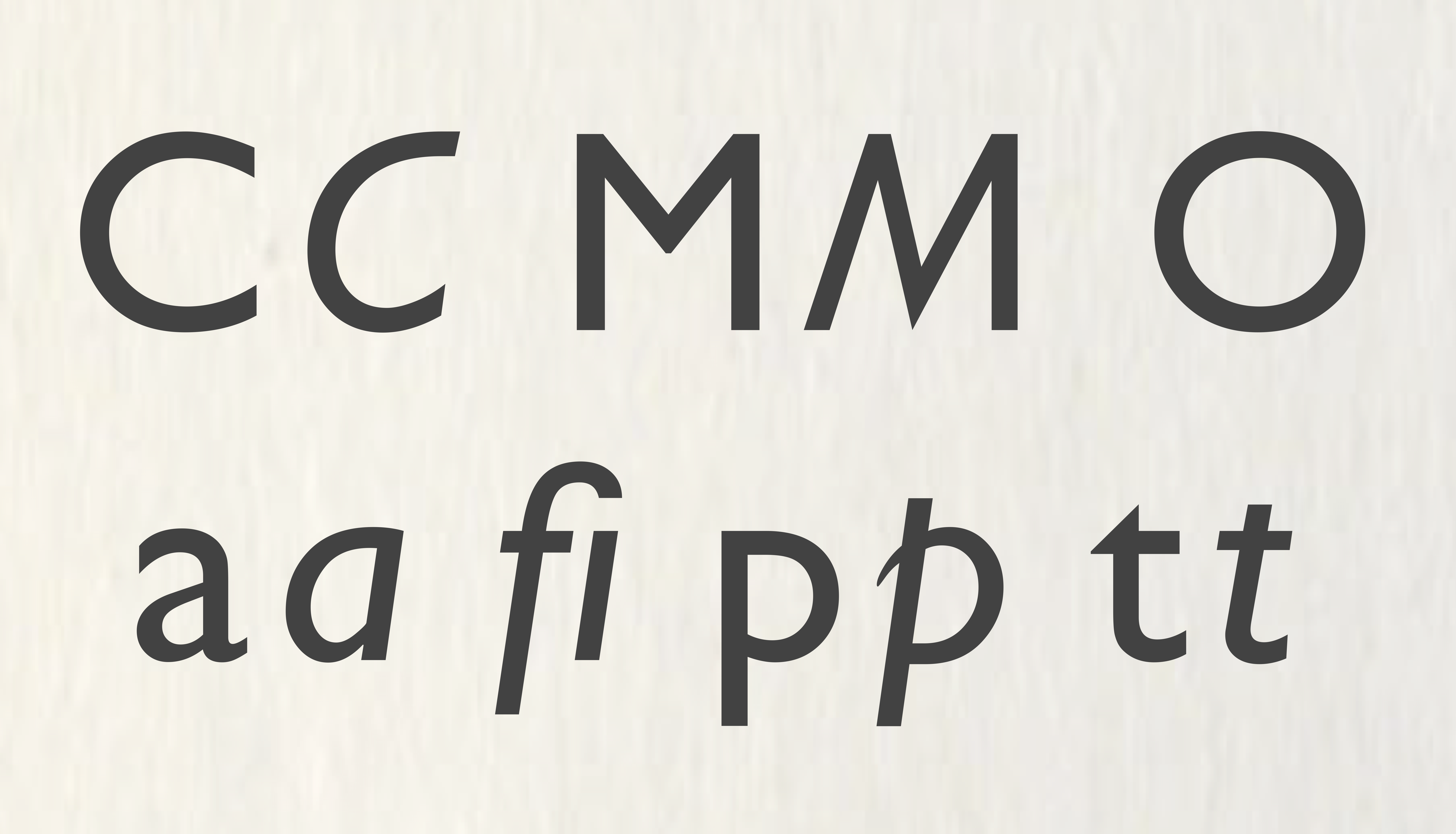
길 산스의 특징적인 문자들

전통적인 세리프 글자의 영향은 푸투라와 달리 "이층" 소문자 "a"와 "g", 그리고 푸투라의 "t"처럼 단순히 두 개의 직선으로 이루어진 것이 아니라 오른쪽 아래로 꺾이고 왼쪽 위가 비스듬하게 잘린 "t"에서도 분명하게 드러난다. 소문자 "a" 또한 루프의 상단으로 갈수록 눈에 띄게 좁아지는데, 이는 세리프 디자인에서는 흔하지만 산세리프체에서는 드물다.
전통적인 세리프 모델을 따르면서 이탤릭체는 로만체와 다른 글자 형태를 가지는데, 많은 산세리프체는 단순히 글자를 기울이는 기울임꼴 스타일을 사용한다. 이는 필기체와 유사한 "단층" 디자인이 되는 "a"와 18세기 윌리엄 캐슬론이 새긴 이탤릭체를 연상시키는 왼쪽의 필기체 꼬리가 있는 소문자 "p"에서 가장 분명하게 나타난다. 이탤릭체 "e"는 더 절제되어 있으며, 세리프 글꼴이 일반적으로 곡선을 추가하는 볼의 밑면이 직선이다. 대부분의 세리프 글꼴과 마찬가지로, 길 산스의 여러 두께와 버전은 합자를 사용하여 넓은 글자 "f"가 다음 글자와 이어지거나 충돌하는 것을 피한다.
길 산스의 기본 글자 형태는 스타일별로(또는 금속 활자 시대의 모든 크기에서도) 일관적이지 않으며, 특히 Extra Bold 및 Extra Condensed 너비에서는 더욱 그렇다. 반면 울트라 볼드 스타일은 사실상 완전히 다른 디자인이며 원래 그렇게 판매되었다. 길 사망 후 길 산스 개발에 관한 기사를 쓴 디지털 시대 모노타입 디자이너 댄 래티건은 "길 산스는 유기적으로 성장했다 ... [그것은] 활자에 매우 '비체계적인' 접근 방식을 취한다. 그것이 디자인되고 사용되었던 시기의 매우 특징적이다"라고 말했다. 이 당시에는 산세리프 글꼴이 모든 두께와 크기에서 글리프 형태가 가능한 한 일관적인 일관된 패밀리를 형성해야 한다는 개념이 완전히 발전되지 않았다. 1957년 유니버스 (글꼴)의 획기적인 출시와 같은 발전이 있기 전까지는 두께에 따라 적절하게 변화하는 것이 일반적이었다.
가벼운 두께에서는 일반 "t"의 왼쪽 상단 비스듬한 절단이 두 개의 별개 획으로 대체된다. 볼드 두께 이상에서는 길 산스에 "i"와 "j"의 매우 특이한 디자인이 나타나는데, 점이 본래 글자의 획보다 작다.

## 개발

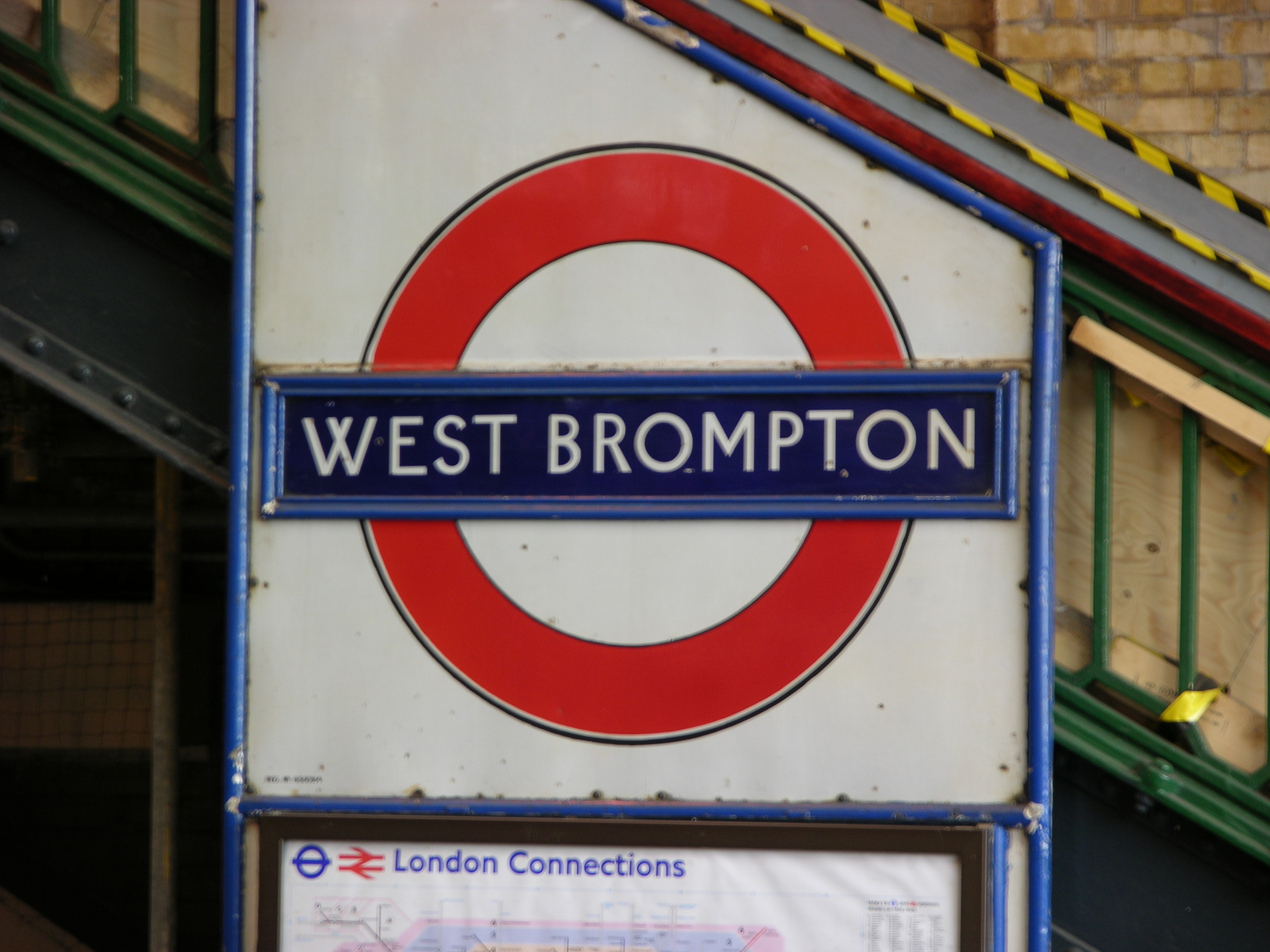
런던 지하철 금속 표지판에 있는 존스턴의 초기 버전. 존스턴의 디자인은 일부 오래된 표지판에서 가변적으로 구현되었다. 이 표지판은 압축된 "R"과 4단 터미널 "W"를 사용한다.

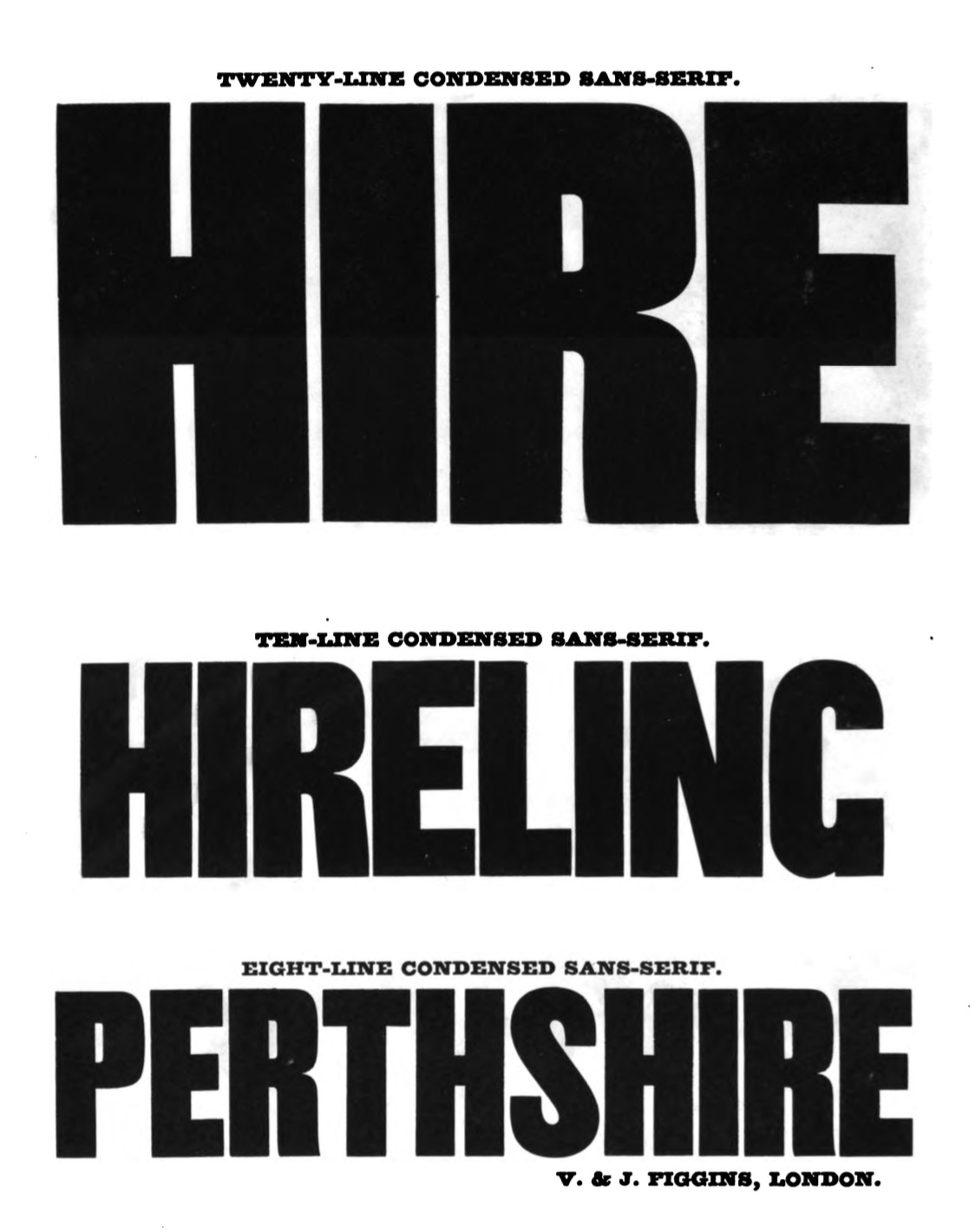
피긴스 주조소의 울트라 볼드 산세리프체. 길과 존스턴은 현대적이고 이처럼 두껍지 않은 산세리프 디자인을 만들고자 했다. 길은 자신의 타이포그래피에 대한 에세이에서 그러한 폐쇄된 형태가 오히려 비생산적으로 두껍고 정상적인 비율의 가벼운 글꼴보다 가독성이 떨어진다고 주장했다.

모리슨은 길과 1925년에 길의 세리프 디자인인 페르페투아 작업을 함께 시작한 후(길이 웨일스에 살았기 때문에 종종 우편으로 작업했다) 길 산스 개발을 의뢰했다. 그들은 약 1913년부터 서로 알고 지냈다. 1927년, 모리슨은 브리스틀에 있는 클레버돈의 서점을 방문했고, 거기서 길의 파시아와 알파벳에 감명을 받았다. 길은 "이 글자들을 본 결과" 모리슨이 자신에게 산세리프 글꼴 패밀리를 개발해 달라고 의뢰했다고 썼다.
존스턴과의 가장 긴밀한 협력 기간 동안과 그 이후에, 길은 1910년대 간판 화가를 위한 알파벳의 거의 산세리프 대문자 디자인과 웨일스의 카펠이핀에 있는 자신의 집 주변의 몇몇 대문자 간판을 포함하여 간헐적으로 산세리프 글자 디자인 작업을 했다. 길은 지하철 프로젝트에서 존스턴의 작업을 크게 존경했으며, 나중에 그는 이 프로젝트가 산세리프의 "19세기 부패"인 극도의 볼드체를 "구원했다"고 썼다. 존스턴은 자신이 디자인한 알파벳(당시에는 그렇게 불렸다)을 상업적인 글꼴 프로젝트로 만들려고 시도하지 않은 것으로 보인다. 그는 존스턴 산스 작업 시작 전에 글꼴 디자인에 참여하려고 시도했지만, 당시 업계가 주로 사내에서 디자인을 만들었기 때문에 성공하지 못했다. 모리슨 또한 지하철 시스템의 디자인을 존중했으며, 이는 기업 브랜딩으로서 표준 글자체 스타일을 사용한 최초이자 가장 오래 지속되는 사례 중 하나였다 (길은 WH 스미스를 위해 세리프 글자 세트를 디자인했었다). 그는 "샤를마뉴 시대 이후 어떤 알파벳도 받지 못했던 공공적이고 상업적인 승인을 [글자체에] 부여했다"고 썼다.

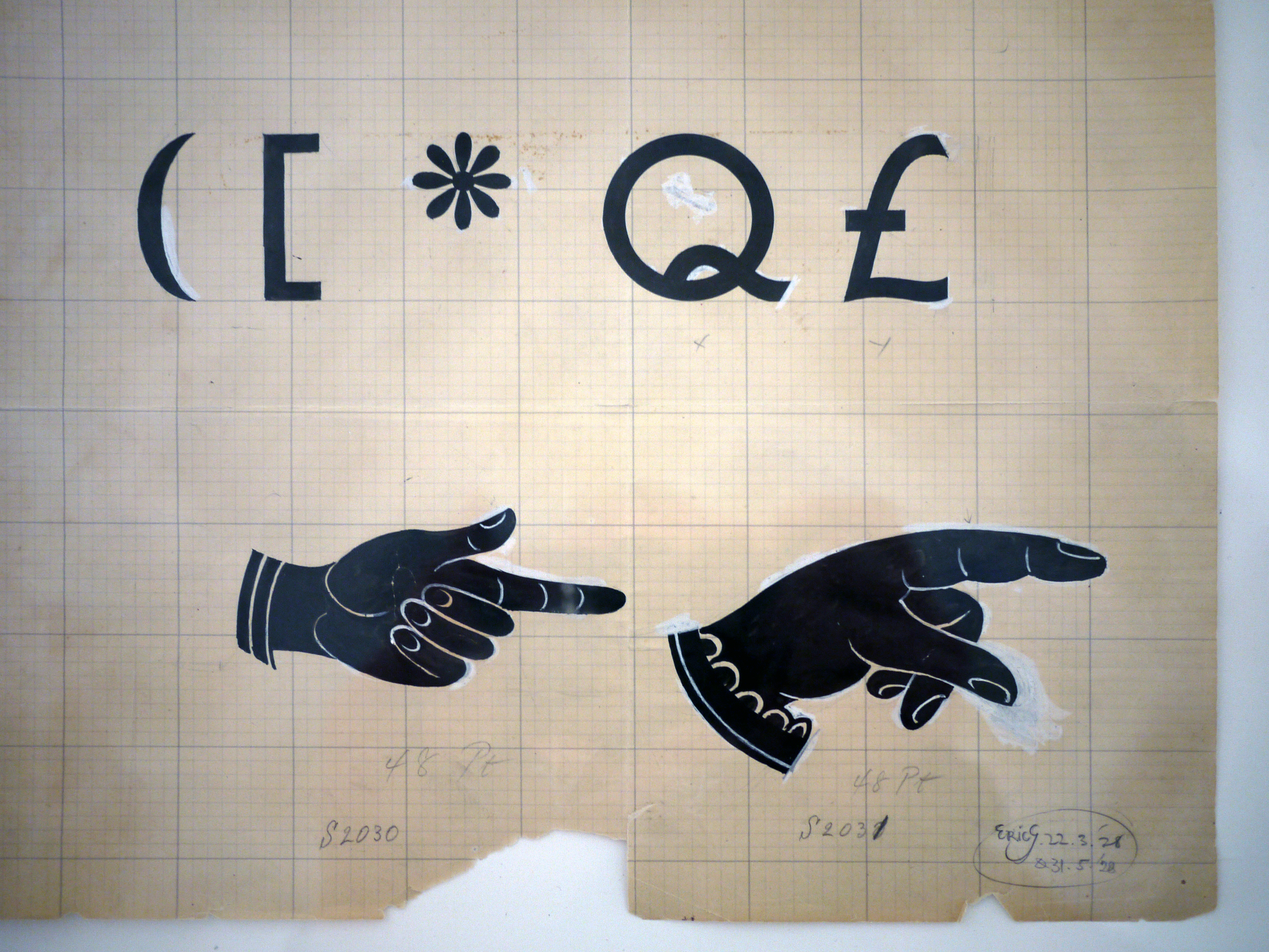
길 산스의 길의 원본 예술 작품 중 일부로, 원본 "Q", 구두점 및 두 개의 손가락표를 보여준다.

모리슨과 길은 페르페투아를 개발하는 동안 모노타입 내부에서 일부 저항에 부딪혔고, 모리슨은 프로젝트의 열렬한 후원자였지만, 모노타입의 엔지니어링 매니저이자 글꼴 디자이너인 프랭크 힌먼 피어폰트는 깊이 확신하지 못하고 "이 디자인에서 추천할 만한 것은 아무것도 없고, 오히려 불쾌한 점이 많다"고 말했다. (피어폰트는 모노타입의 이전 주력 산세리프인 현재 모노타입 그로테스크라고 불리는 느슨한 계열의 창시자였다. 이 글꼴은 독일 산세리프체에서 영감을 받은 훨씬 덜 조각적인 디자인이다.) 모리슨은 또한 "J"와 "Q"가 기준선 아래로 우아하게 내려가도록 허용해야 한다고 주장하며 개입했는데, 이는 종종 금속 활자의 전체 영역을 채우도록 만들어졌던 제목용 글꼴에는 일반적이지 않은 것이었다. 초기에는 "길 산스"라고 일관되게 불리지 않았으며, "길 산세리프", "모노타입 산세리프"(후자 둘은 길의 일부 출판물에서 사용되었다) 또는 주문 번호(예: 시리즈 No. 231)와 같은 다른 이름이 때때로 사용되었다.
모노타입의 아카이브와 길의 문서에는 길 산스 개발에 대한 많은 자료가 남아 있다. 대문자(먼저 준비됨)는 존스턴과 상당히 유사하지만, 아카이브는 길(그리고 모노타입의 서리주, 살포즈 공장의 드로잉 오피스 팀은 최종 정확한 디자인과 간격을 개발했다)이 존스턴의 디자인에는 없었던 실행 가능한 인본주의적 산세리프 소문자와 이탤릭체를 만드는 어려움을 해결하는 과정을 기록하고 있다. 길의 첫 번째 초안은 어센더와 디센더 끝에 많은 비스듬한 절단을 제안했으며(출시된 버전보다 존스턴과 덜 닮음), 후자는 상당히 길었다.
이탤릭체의 초기 예술 작품 또한 경사가 덜하고, 디센더가 매우 길고, 스와시 대문자를 사용하여 매우 다르게 보였다. 최종 버전은 길 산스의 세리프 디자인 페르페투아와 조안나에서 길 산스가 선호했던 서예 이탤릭체 "g"를 사용하지 않고(그리고 초안 이탤릭체 예술에서 고려되었던), 대신 표준 "이층" "g"를 사용했다.

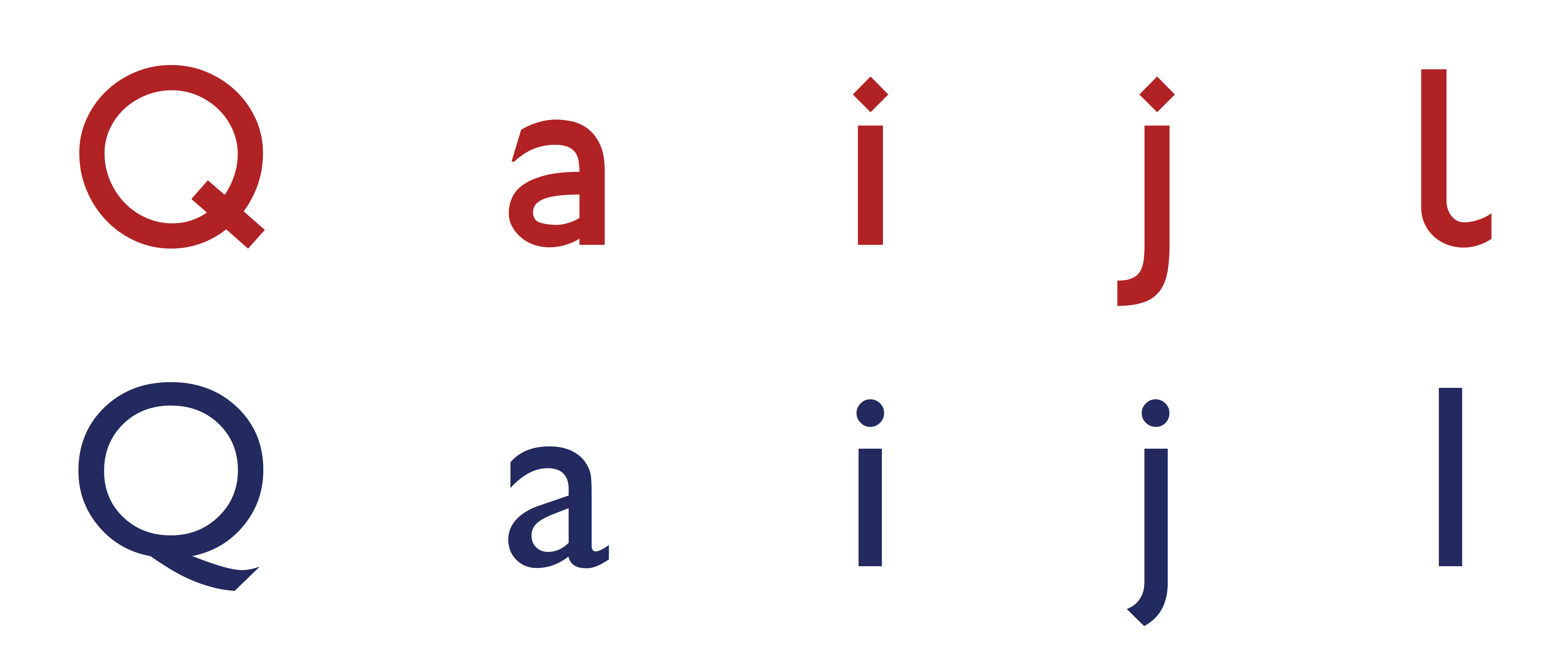
존스턴(위)과 길 산스(아래)의 가장 특징적인 차이점들을 보여준다.

길 산스의 일반 또는 로만체 스타일에서 일부 글자는 존스턴보다 단순화되었는데, 다이아몬드 점은 둥근 점(나중에 가벼운 두께에서는 직사각형)이 되었고, 소문자 "L"은 단순한 선이 되었다. 그러나 "a"는 대부분의 버전과 크기에서 곡선 꼬리를 가지면서 더 복잡해졌다. 또한, 글꼴 디자인의 표준 기술인 수평선이 수직선보다 약간 좁게 만들어져 균형이 깨지지 않도록 하는 등 전반적으로 디자인이 정교해졌는데, 존스턴은 이 기술을 사용하지 않았다. 넓게 펼쳐진 다리를 가진 "R"은 길 산스가 선호하는 디자인으로, 존스턴과는 다르다. 역사가 제임스 모즐리는 이것이 런던의 빅토리아 앨버트 박물관에 있는 이탈리아 르네상스 조각에서 영감을 받았을 수도 있다고 제안했다.

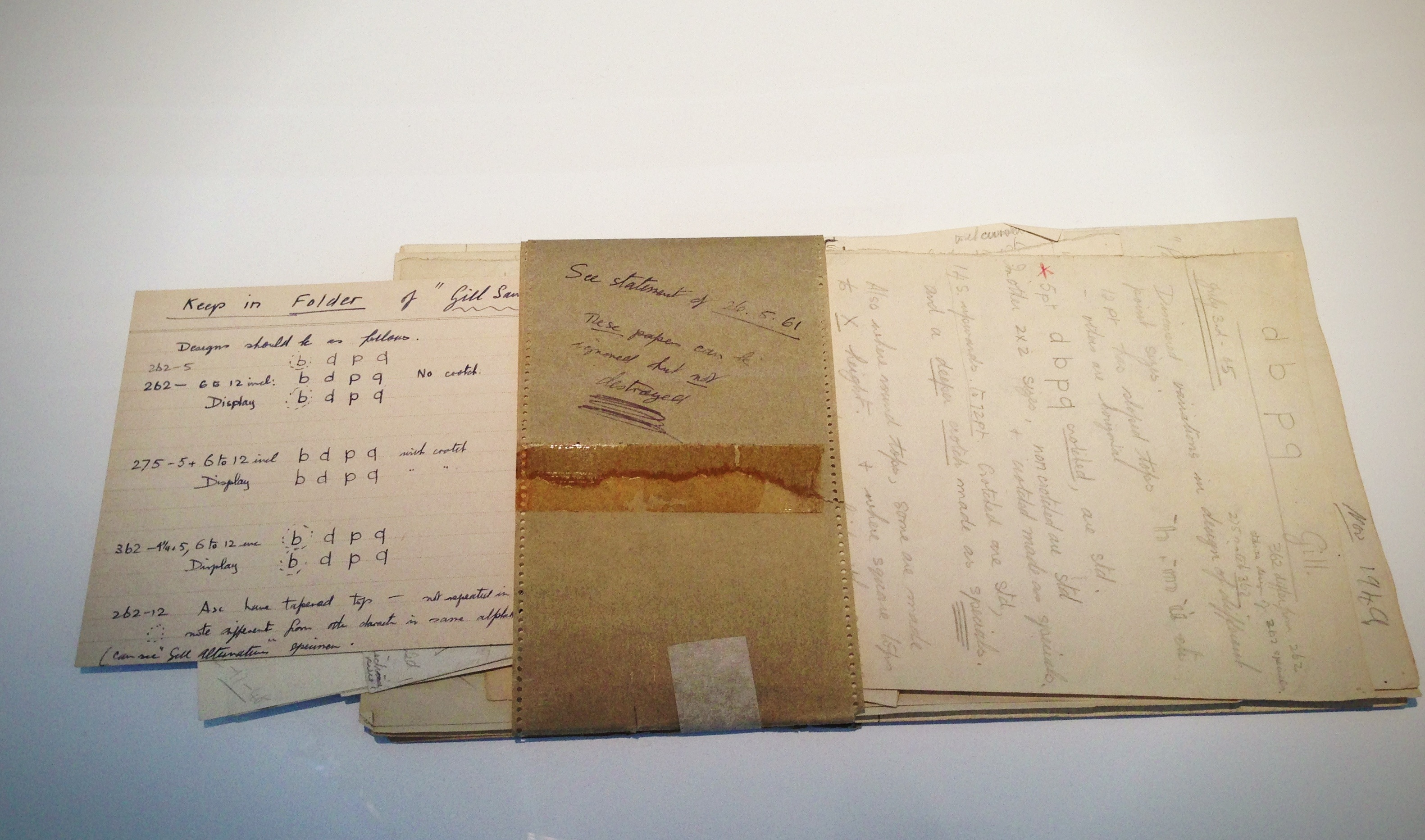
1940년대 모노타입 기록의 bdpq 문자들에 사용된 다른 도면들을 논하는 메모

디자인 과정에서 특히 고민되었던 부분은 "a"(핫메탈 시대에는 여러 버전과 크기에서 존스턴처럼 직선 꼬리를 가지거나 약간 구부러진 꼬리를 가졌다), "b", "d", "p", "q"였다. 일부 버전(그리고 크기, 같은 두께라도 모든 크기에서 동일하지는 않으므로)에서는 획 끝이 보이기도 하고 그렇지 않기도 했다. 래티건은 모노타입의 아카이브에 "길 산스의 'b', 'd', 'p', 'q'에 대해서만 책 한 권을 쓸 만큼 충분한 [자료]가 있다"고 언급했다.

길 산스의 제목용 대문자는 1928년 인쇄 컨퍼런스에서 처음 공개되었으며, 모리슨이 편집한 플루롱 잡지에 실린 견본에도 실렸다. 초기 반응은 부분적으로는 감사했지만, 모든 산세리프 글꼴을 현대적이고 부적절하다고 보는 일부 초보수적인 인쇄업자들에게는 여전히 의심스러운 것으로 여겨졌다. 한 인쇄업자는 이를 "타이포그래피적 볼셰비즘"이라고 불렀다. 이 시기 순수주의자들은 산세리프체를 여전히 저속하고 상업적인 것으로 간주했다. 존스턴의 제자인 그레일리 휴잇은 개인적으로 다음과 같이 논평했다. 
존스턴에게 신뢰를 잃었다. 그가 우리를 위해 모든 것을 했음에도 불구하고 ... 그는 로마 알파벳의 기준을 저버리고, 안전장치나 설명 없이 세상을 혼란스럽게 만드는 블록 글자를 내놓음으로써 너무 많은 것을 망쳤다. 그의 명성은 그들의 저속함과 상업성을 가리고 있다.
 그럼에도 불구하고, 길 산스는 출시 후 빠르게 인기를 얻었다.
길 산스의 기술적 생산은 당시 모노타입의 표준 방식을 따랐다. 글자들은 피어폰트와 프리츠 스텔처가 이끌고 훈련시킨 드로잉 오피스 팀에 의해 큰 평면도에 거울 이미지로 그려졌다. 이들은 모두 모노타입이 독일 인쇄업계에서 영입한 인물들이었다. 디자인을 실행한 드로잉 직원은 불균형적으로 여성이 많았다. 그들은 글자의 다양한 크기 적응과 간격을 포함한 최종 도면의 많은 측면을 완성했다. 그런 다음 다이어그램은 팬토그래프로 금속 펀치를 가공하여 매트릭스를 찍는 계획으로 사용되었고, 이 매트릭스는 주조 기계에 장착되어 활자를 주조하는 데 사용되었다. 당시 모노타입의 표준 관행은 제한된 수의 문자를 먼저 새기고 인쇄 교정본(일부 남아 있음)을 인쇄하여 페이지의 전체 색상 균형과 간격을 테스트한 다음 나머지 문자를 완성하는 것이었다. 래티건, 월터 트레이시, 그리고 길의 전기 작가 맬컴 요크는 모두 길 산스를 성공시키는 데 기여한 드로잉 오피스의 작업이 충분히 인정받지 못했다고 썼다. 요크는 길이 "가능한 한 수학적으로 측정 가능해야 한다... 제도를 담당하는 사람들과 기계 제작에 관련된 다른 사람들의 감각에 의존하는 것을 최소화해야 한다"고 주장하면서 "배려심 없는" 길의 주장을 묘사했다.

### 반응
길 산스는 빠르게 큰 인기를 얻었다. 이 성공은 길의 후원자인 베아트리스 워드가 주도한 모노타입의 정교한 마케팅과 함께, 매우 다양한 크기와 두께로 기계 조판이 가능하고 실용적이라는 점에 힘입었다.
길 산스의 인기에도 불구하고 일부 평가는 비판적이었다. 길을 알던 로버트 할링은 1976년 길의 글자체를 분석한 그의 선집에서 기본 두께의 밀도가 긴 텍스트 단락에 부적합하다고 썼으며, 이를 증명하기 위해 해당 글꼴로 인쇄된 구절을 실었다. 일반 두께는 LNER에서 발행한 시골 산책 가이드와 같은 일부 상업 인쇄물에서 본문 텍스트를 인쇄하는 데 사용되었다. 윌리엄 애디슨 드위긴스는 길 산스와 푸투라를 "대문자는 훌륭하지만 소문자는 별로"라고 묘사했으며, 1929년경 리노타입을 위해 더 개성적인 경쟁작인 메트로를 만들 것을 제안했다. 현대 작가인 스티븐 콜스와 벤 아처는 존스턴을 개선하지 못했으며, 특히 더 두꺼운 두께에서 색상 불균일이 있다고 비판했다. 더 일반적으로, 현대 글꼴 디자이너 조너선 회플러는 존스턴과 길의 디자인이 경직되어 있다고 비판하며, 그들의 작품을 "손보다는 기계의 산물이며, 흔들리지 않는 규칙에 의해 형성된 차갑고 엄격한 디자인으로, 가끔의 기발함은 불안하고 불안정한 느낌을 줄 정도로 부적절했다"고 말했다.
길은 자신의 작품과 저술에서 존스턴과의 유사성 문제를 다양한 방식으로 언급했으며, 1933년에는 자신의 이름을 딴 글꼴에 대해 존스턴에게 사과하고 존스턴의 작품이 중요하고 선구적이라고 묘사했다. 그러나 자신의 타이포그래피에 대한 에세이에서는 자신의 버전이 존스턴의 것보다 "아마도 개선되었고" 더 "실패할 염려가 없다"고 제안했다. 존스턴과 길은 1920년대 초부터 멀어졌는데, 길의 전기 작가 피오나 매카시는 그 이유 중 일부가 존스턴의 아내 그레타의 반가톨릭주의 때문이었다고 설명했다. 존스턴의 글꼴을 의뢰했던 런던지하전기철도의 총괄 이사 프랭크 픽은 길 산스가 존스턴의 작품을 "다소 가깝게 모방했다"고 개인적으로 믿었다.

### 확장 및 새로운 스타일

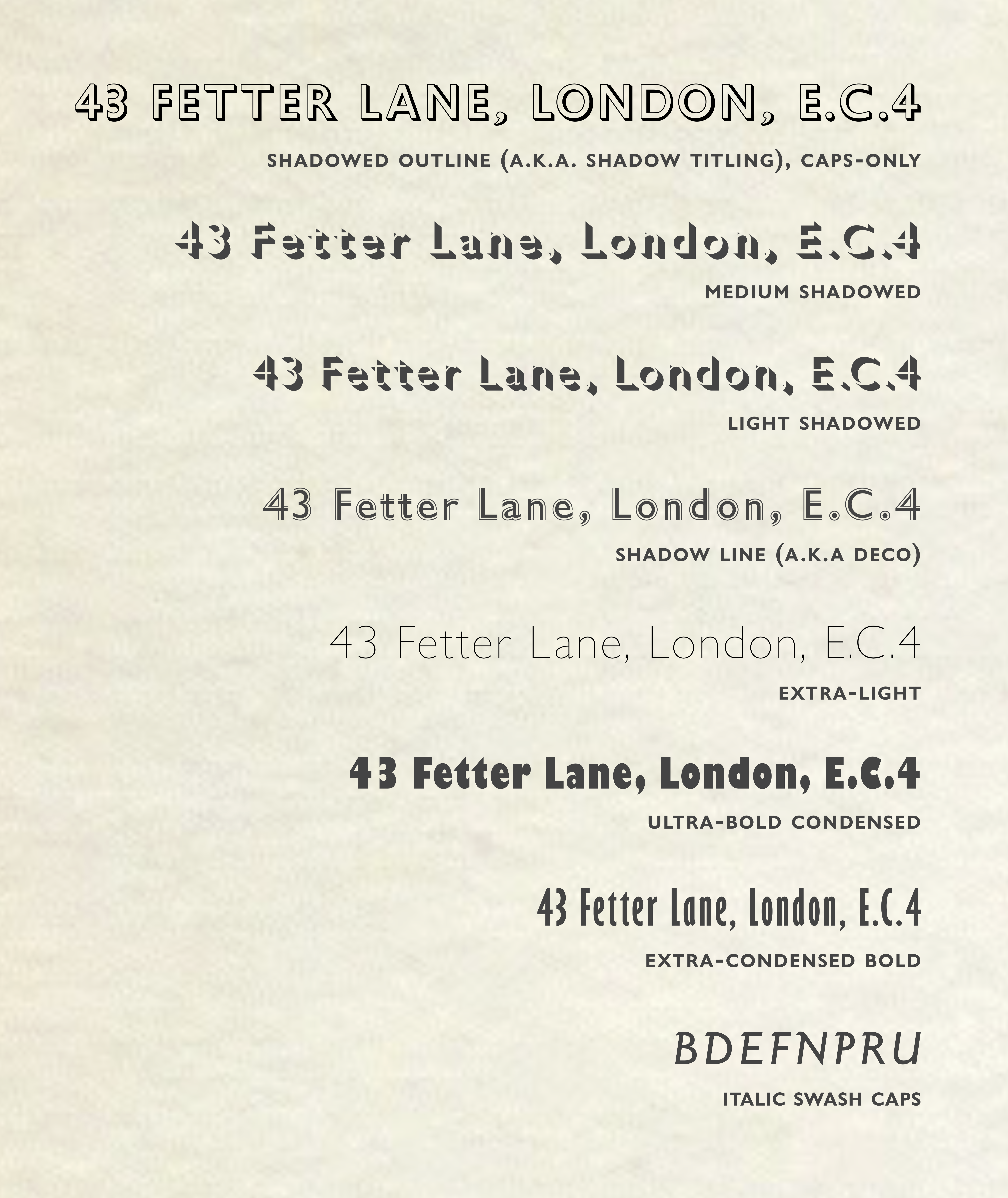
길 산스 패밀리 중 대부분이 디스플레이용으로 의도된 글꼴들. 특히 Extra Condensed Bold의 "단층" "a"와 같은 세부적인 차이가 분명하다.

길 산스의 초기 성공에 이어 모노타입은 빠르게 다양한 다른 변형들을 생산했다. 또한, 모노타입은 "슈퍼캐스터" 활자 주조 장비용으로 매우 큰 크기의 길 산스 주형(매트릭스)을 판매했다. 광고주들에게 인기가 많았던 이 주형은 최종 사용자가 매우 경쟁력 있는 가격으로 자신만의 활자를 주조할 수 있게 해주었다. 이로 인해 포스터에 인기 있는 선택지가 되었다. 길의 전기 작가 맬컴 요크는 이를 "공공 고지문의 명료함의 본질"이라고 묘사했다.
길 산스의 버전은 압축된 두께와 그림자 두께와 같은 다양한 스타일로 만들어졌다. 그림자 디자인이 여러 개 출시되었는데, 대문자만 있는 일반 그림자 디자인과 깊은 돋을새김 그림자가 있는 가벼운 그림자 버전이 포함되었다. 금속 활자 시대에는 흰 글자를 상자 안에 넣거나 점이 찍힌 검은 배경에 배치하는 "카메오 줄무늬" 디자인도 사용할 수 있었다. 그림자 두께는 일반 두께와 함께 다른 색상으로 인쇄되어 간단한 다색 효과를 내기 위한 것이었다. 일부 장식용 버전은 주로 모노타입 사무실에서 디자인되었을 수 있으며, 길은 우편으로 전송된 디자인을 검토하고 비평하며 승인했다. 모노타입의 가장 중요한 자산 중 하나(길의 사망 이후에도 오랫동안 계속됨)에 대한 오랜 확장, 재제도 및 새로운 형식으로의 변환은 길 산스에게 다양한 대체 디자인과 버전을 남겼다. 1993년에는 라이트 두께와 레귤러 두께 사이에 본문용으로 적합한 북 두께가 만들어졌으며, 헤비 두께도 추가되었다.

### 길 카요

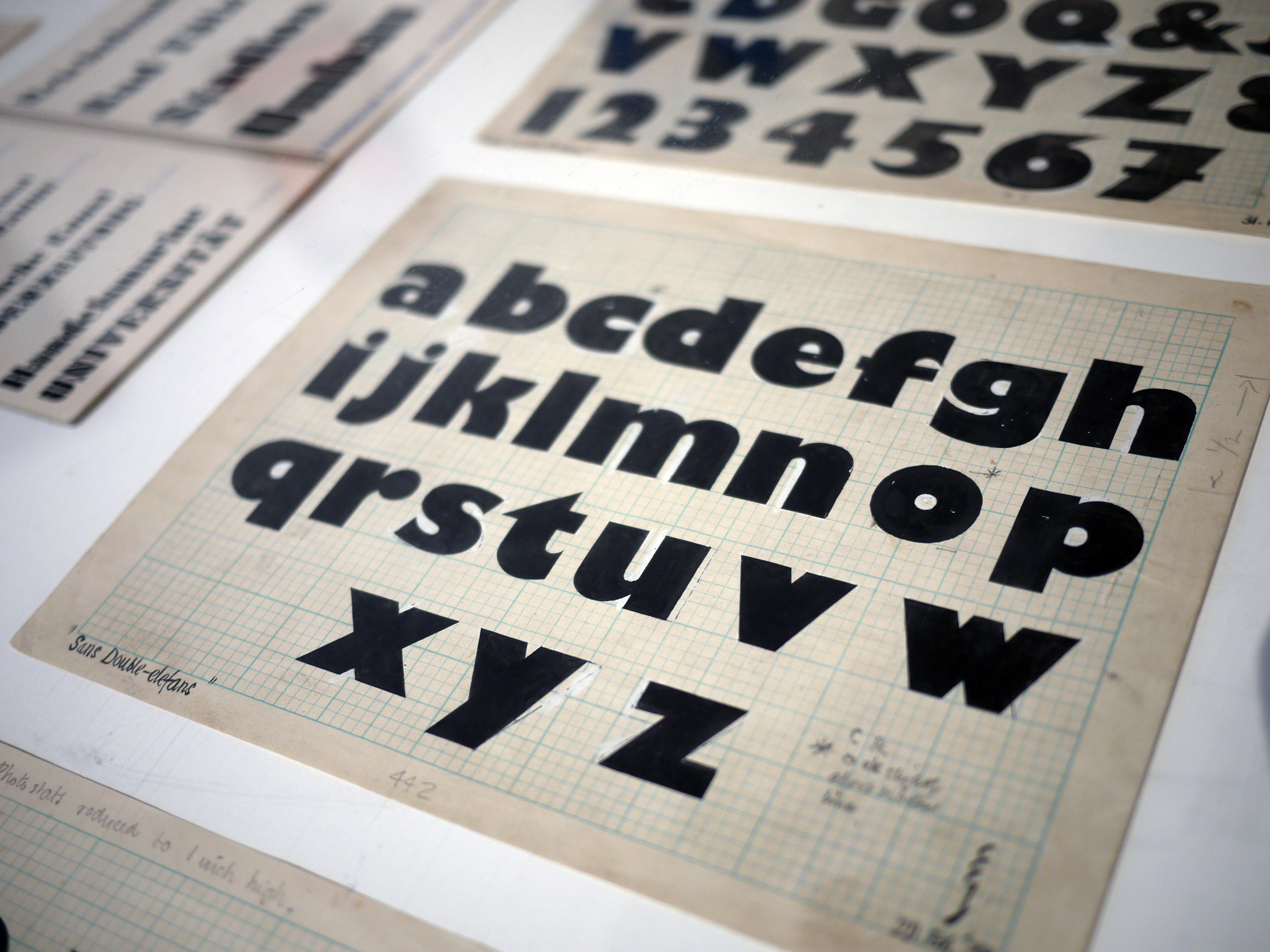
길 카요의 길의 드로잉. 왼쪽 하단에 작업명인 "산스 더블 엘리펀스"가 보이고, 오른쪽 하단에 그의 "EG" 서명이 있다.

1936년에 길과 모노타입은 "KO" 또는 녹아웃에서 이름을 따온 극도로 대담한 산세리프 글꼴인 길 카요를 출시했는데, 이는 공격적인 구조를 암시한다. 이 글꼴은 많은 문자가 원래 길 산스와 상당히 다름에도 불구하고 종종 길 산스 울트라 볼드(Gill Sans Ultra Bold)로 불렸다. 길은 이 디자인을 일종의 농담으로 생각하고 "더블 엘리펀스"라고 이름을 붙일 것을 제안했다. 할링은 이를 "암울하다"고 평가하며 "2000년 AD의 타이포그래피 역사가들(그리 멀지 않다)은 길 씨의 경력에서 이 이상한 분출을 발견하고, 1936년 그의 슬픈 심리 상태를 추적하는 데 많은 시간을 할애할 것"이라고 비꼬았다. 40년 후, 그는 이를 "이러한 디스플레이 활용 중 가장 끔찍하고 비열한 것"이라고 묘사했다. 이 글꼴 작업은 1932년에 시작되었다. 초기 드로잉 중 일부는 길의 사위인 데니스 테게트마이어가 준비했을 수도 있다. 길 카요는 1970년대와 1980년대에 그래픽 디자인에서 다시 인기를 얻었는데, 레트라세트가 압축된 두께를 추가하면서부터였다.

카요를 포함한 길 산스의 가장 두꺼운 두께는 "i"와 "j"의 점에 대한 기괴한 디자인, 그리고 극도의 두께(길 산스의 표준 두께는 이미 현대 표준에 비해 상당히 두껍다)와 같은 디자인 문제로 특히 비판받아 왔다. 길은 자신의 타이포그래피에 대한 에세이에서 19세기의 산세리프 글꼴을 주목을 끄는 방식으로 두껍게 만드는 경향이 역효과를 내고 가독성을 저해한다고 주장했다. 마지막 단락에서 그는 이 장르에 대한 자신의 기여를 한탄하며 다음과 같이 썼다. 
이제 바보의 종류만큼이나 다양한 글자 종류가 있다. 나 자신이 다섯 가지 종류의 산세리프 글자를 디자인하는 책임이 있는데, 각 광고가 이웃 광고를 압도하려고 하기 때문에 갈수록 더 두껍고 뚱뚱해진다.

### 대체 문자

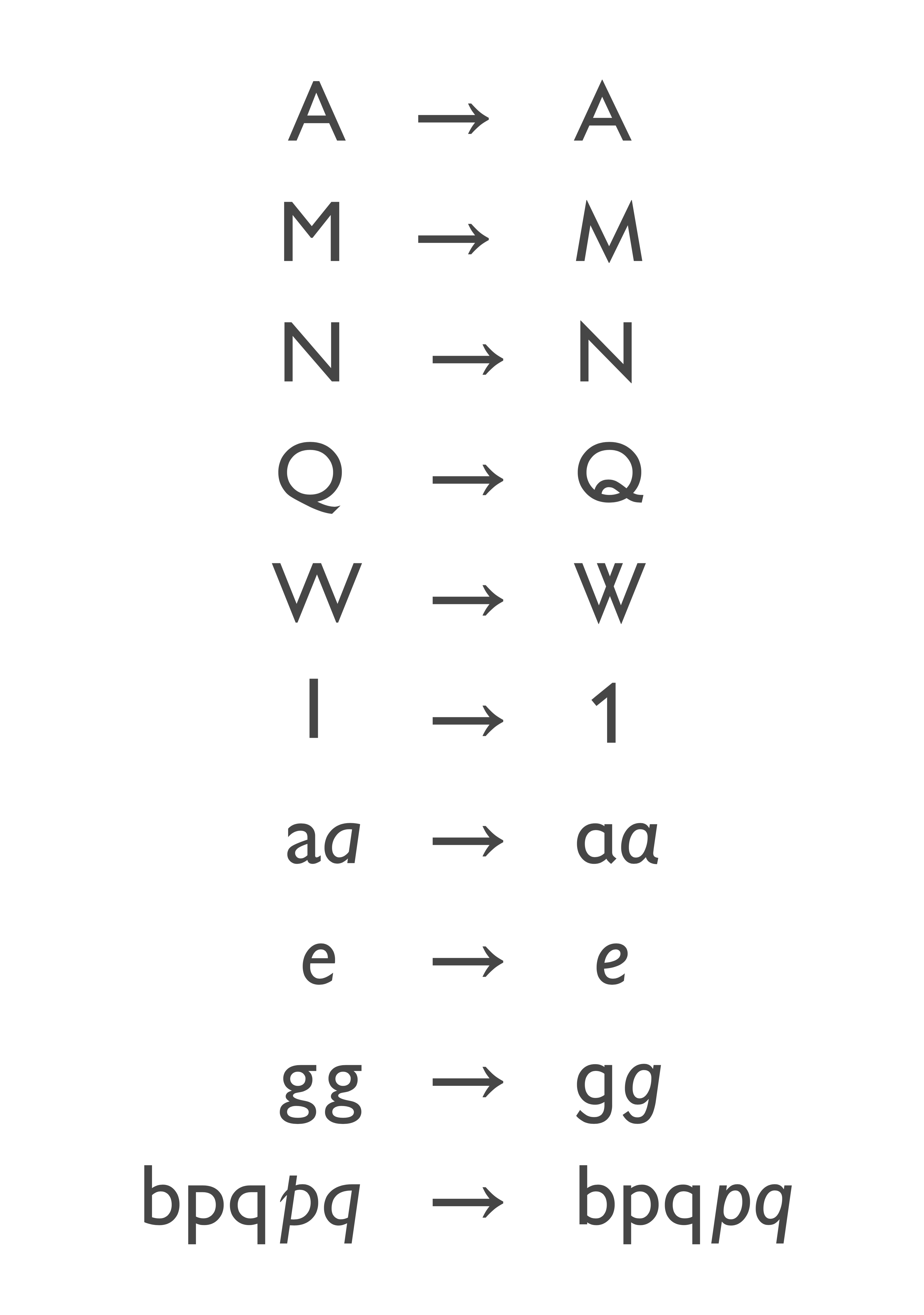
길 산스 노바의 대체 문자들. 대부분 또는 모두 금속 활자 시대에 제공되었던 문자들을 기반으로 한다.

모노타입은 다양한 취향과 각국의 인쇄 스타일에 맞추기 위해 길 산스의 대체 문자 세트를 개발했다. 여기에는 푸투라에서 영감을 받은 "N", "M", "R", "a", "g", "t" 등의 디자인, 프랑스 르네상스 스타일의 4터미널 "W", 더 꽉 조이는 "R", 꼬리가 위로 고리 모양으로 올라가는 19세기 스타일의 "Q"(다른 글꼴 중 센추리와 유사하며 LNER에서 사용됨), 표준 트루 이탤릭체와 대조되는 기울임꼴 디자인, 더 구부러진 트루 이탤릭체 "e", 그리고 여러 대체 숫자가 포함된다. 길 산스의 표준 디자인에서는 숫자 "1", 대문자 "i", 소문자 "L"이 모두 단순한 수직선이므로, 가격표와 같이 숫자가 많은 상황에서 혼동을 일으킬 수 있는 경우를 위해 세리프가 있는 대체 "1"이 판매되었다(모든 시간표가 이를 사용한 것은 아니다. 예를 들어, LNER은 단순한 버전을 사용했다). 길 산스의 일부 초기 버전에는 나중에 폐기된 기능도 있었는데, 예를 들어 "9"의 곡선과 일치하는 특이한 "7", 앞으로 밀려나온 "5", 그리고 소문자 높이의 "0" 등이 있다.
길은 이러한 대안 디자인에 참여했으며, 모노타입의 아카이브에는 그가 기하학적 대안을 재고한 메모가 보존되어 있다. 푸투라의 인기가 높아지면서 길 산스만 적용된 것은 아니었다. 에르바르와 드위긴스의 메트로 모두 역사가 폴 쇼가 "푸투라 절제술"이라고 부른 과정을 거쳐 취향에 맞춰졌다. 길의 사망 후, 모노타입은 그리스어와 키릴 문자용 버전을 만들었다. 모노타입은 또한 금속 활자에는 없던 추가 기능, 특히 어긋낸 수와 작은 대문자를 추가했다.

### 시리즈 및 스타일

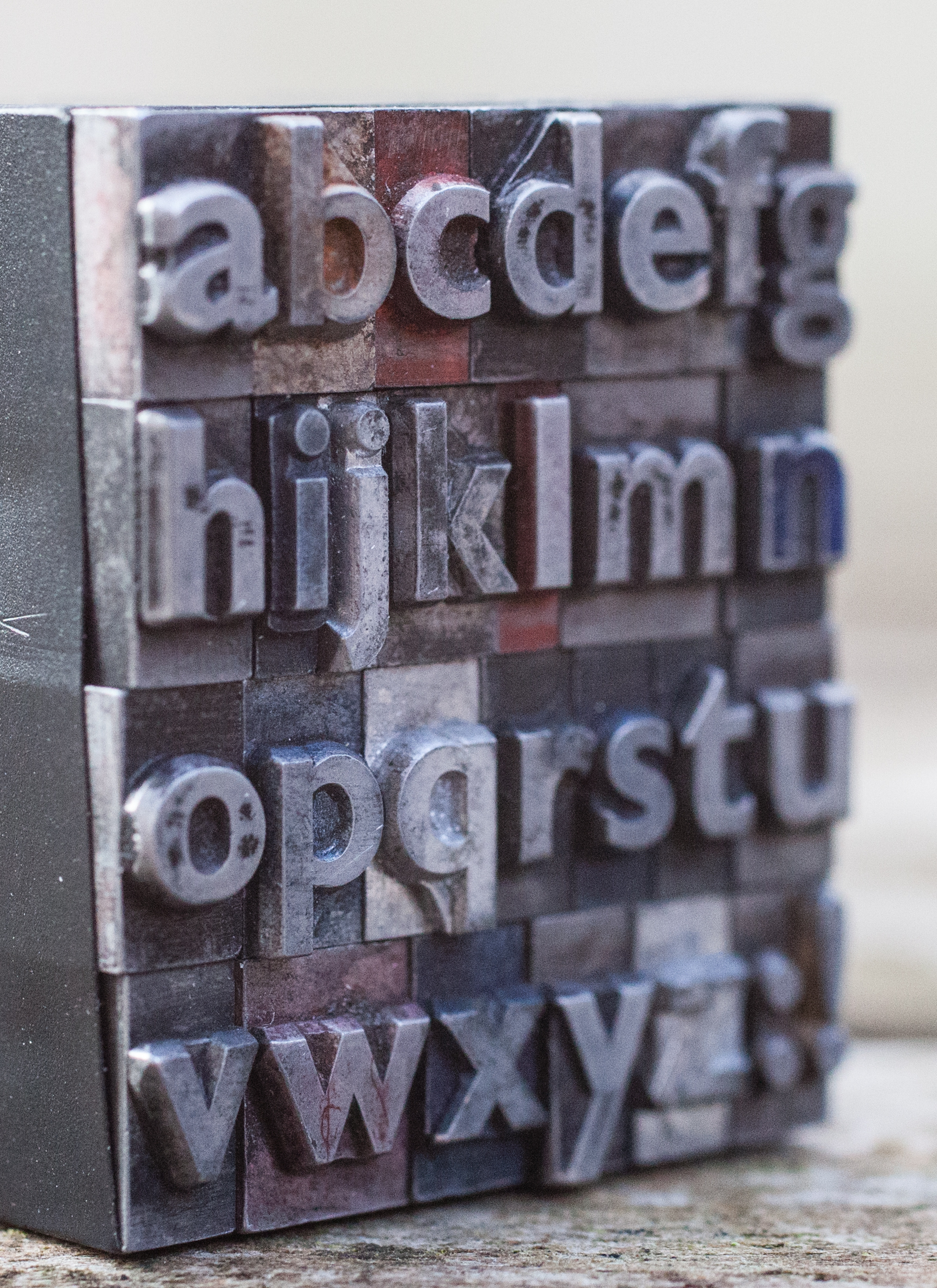
길 산스 볼드용 금속 활자 (거울상)

래티건 및 기타 출처에 따르면, 길 산스는 금속 활자 시대 말까지 다음 스타일로 출시되었다(모두 동시에 판매된 것은 아님).
- 길 산스 타이틀링 (1928년, 시리즈 231)
- 길 산스 (1930년, 시리즈 262, 때때로 길 산스 미디엄으로 불림)
- 길 산스 볼드 (1930년, 시리즈 275)
- 길 산스 섀도우 라인 (1931년, 시리즈 290)[k]
- 길 산스 섀도우 타이틀링 (1931년, 시리즈 304)[l]
- 길 산스 볼드 타이틀링 (1931년, 시리즈 317)
- 길 산스 엑스트라 볼드 (1931년, 시리즈 321)
- 길 산스 라이트 (1931년, 시리즈 362)[m]
- 길 산스 섀도우 (1932년, 시리즈 338)[n]
- 길 산스 볼드 콘덴스드 (1932년, 시리즈 343)
- 길 산스 5pt (1932년, 시리즈 349, 때때로 길 산스 No. 2로 불림)[92]
- 길 산스 볼드 5pt (1932년, 시리즈 350, 때때로 볼드 No. 2로 불림)[92]
- 길 산스 포스터 (1932년, 시리즈 353)
- 길 산스 볼드 콘덴스드 타이틀링 (1933년, 시리즈 373)
- 길 산스 카메오 (1934년, 시리즈 233)
- 길 산스 카메오 룰드 (1935년, 시리즈 299)
- 길 산스 섀도우 No. 1 (1936년, 시리즈 406)[o]
- 길 산스 섀도우 No. 2 (1936년, 시리즈 408)[p]
- 길 산스 울트라 볼드 (1936년, 시리즈 442)
- 길 산스 볼드 엑스트라 콘덴스드 (1937년, 시리즈 468)
- 길 산스 콘덴스드 (1937년, 시리즈 485, 때때로 미디엄 콘덴스드로 불림)[18]
- 길 산스 볼드 No. 3 (1937년, 시리즈 575)
- 길 산스 볼드 콘덴스드 타이틀링 (1939년, 시리즈 525)
- 길 산스 엑스트라 볼드 타이틀링 (1939년, 시리즈 526)
- 길 산스 라이트 5pt (1958년, 시리즈 662, 때때로 라이트 No. 2로 불림)[92]

타이틀링 시리즈는 대문자 전용이었다.

### 사진 식자
모노타입은 사진 식자 시대에 길 산스를 필름으로 제공했다. 1961년에 출시된 글꼴에는 라이트 362, 시리즈 262, 볼드 275, 엑스트라 볼드 321, 콘덴스드 343이 포함되었으며, 이들 모두 필름 매트릭스 세트 "A"(6–7 포인트)와 "B"(8–22, 24 포인트)로 출시되었다.

### 유아용 및 둥근 버전
모노타입은 단층 "a"와 "g", 그리고 둥근 "y", 세리프가 있는 "1", 밑부분이 꺾인 소문자 "L"과 같이 더 구별하기 쉬운 문자를 사용하여 길 산스의 유아용 버전을 만들었다. 글꼴의 유아용 디자인은 필기체를 기반으로 하여 어린이들이 더 쉽게 인식할 수 있다고 생각되어 교육 및 장난감에 자주 사용되며, 길 산스, 아크지덴츠-그로테스크, 벰보와 같은 인기 있는 글꼴 계열을 보완하기 위해 자주 제작된다. 모노타입은 또한 존 루이스를 위해 장난감에 사용할 둥근 획 끝을 가진 버전을 만들었다.

## 디지털 버전

1949년 펭귄 북스 페이퍼백과 디지털 길 산스 세미볼드를 비교한 것으로, 두께와 간격의 미묘한 차이를 보여준다.

길 산스의 디지털 버전은 크게 세 가지 주요 단계로 나뉜다. 2005년 이전 버전(대부분 번들된 "시스템" 길 산스 버전을 포함), 2005년 프로 에디션, 그리고 2015년 노바 버전으로, 이는 많은 대체 문자를 추가하고 일부는 윈도우 10에 포함되어 있다. 일반적인 두께의 특성에서 디자인은 유사하지만, 일부 변경 사항이 있다. 예를 들어, 북 두께에서 2005년 버전은 원형 ij 점을 사용했지만, 2015년 버전은 사각형 디자인을 사용하고 일부 합자를 단순화했다. 디지털 길 산스에는 또한 금속 활자에는 없었던 어긋낸 수와 작은 대문자를 포함한 문자 세트가 추가되었다.
모든 금속 활자 복원과 마찬가지로, 길 산스의 디지털 복원 또한 여러 가지 해석상의 결정을 야기했다. 예를 들어, 작은 크기에서 인쇄 시 나타났을 잉크 번짐 현상을 어떻게 보정할 것인지와 같은 문제이다. 그 결과, 인쇄된 길 산스와 그 디지털 복제본은 항상 일치하지 않을 수 있다. 길 산스의 디지털 버전은 다른 모노타입 디지털화와 마찬가지로 특히 과도하게 좁은 글자 간격과 광학적 크기 부족으로 비판받아 왔다. 모든 텍스트 크기에서 사용해야 하는 단 하나의 디자인만 출시되어, 모든 크기가 다르게 그려졌던 금속 활자의 디자인과 간격의 미묘함을 재현할 수 없다. 금속 활자 시대에는 다른 주요 산세리프 글꼴 계열인 푸투라와 아크지덴츠-그로테스크도 마찬가지로 글꼴 크기가 다양했으며, 더 작은 텍스트 크기에서는 더 넓은 간격과 기타 세부적인 변화가 있었다. 사진 활자 시대에는 모노타입이 두세 가지 마스터 크기를 계속 제공했지만, 이러한 미묘함은 디지털 전환에서 사라졌다. 이를 재현하려면 간격을 수동으로 조정하여 크기 변화를 보정해야 하며, 예를 들어 작은 크기에서는 간격을 넓히고 두께를 늘려야 한다.
전 ATypI 회장 존 베리는 길 산스의 현대화된 간격에 대해 "일반 두께와 특히 라이트 두께는 간격을 느슨하게 할 때 훨씬 더 보기 좋다"고 말했다. 대조적으로 월터 트레이시는 1986년에 나중의 간격을 더 선호한다고 썼다. "금속 버전... 세리프 글꼴처럼 간격이 설정된 것 같다".

### 길 산스 노바 (2015)
2019년 현재, 모노타입의 길 산스 최신 디지털화는 조지 라이언이 디자인한 길 산스 노바이다. 이 글꼴은 이전에 디지털화되지 않았던 인라인 버전, 스타일 대안 문자 및 그라치아를 위해 그려진 울트라 라이트 두께를 포함하여 많은 추가 변형을 추가했다. 이 글꼴은 길 산스 MT(MT는 모노타입을 의미)와는 다르게 갈고리 모양의 "1"을 기본으로 채택했으며, 일반 두께는 "미디엄"으로 이름이 변경되었다. 모노타입은 이 출시를 기념하여 길의 작품에 대한 런던 전시회를 열었으며, 이전에 길의 세리프 디자인인 조안나의 일반 출시를 1958년에 기념했던 것과 유사하다. 추가된 것 중 하나는 이탤릭 스와시 캡스인데, 이는 길 산스가 고려했지만 출시되지 않았던 것이다.
이 글꼴 계열은 43개의 글꼴로 구성되어 있으며, 9가지 두께와 3가지 너비의 텍스트 글꼴 33개, 5가지 두께와 2가지 너비(1가지 압축)의 인라인 글꼴 6개, 2가지 두께와 1가지 너비의 그림자 글꼴 2개, 그리고 그림자 외곽선 글꼴 1개와 데코 글꼴 1개를 포함한다. 기본 세트인 레귤러, 라이트, 볼드 두께는 윈도우 10의 사용자 다운로드 가능한 "범유럽 보충 글꼴" 패키지에 번들로 제공된다.

### 기타
페터 비겔은 길 산스 볼드 콘덴스드의 수정된 변형인 TGL 12096-1을 디지털화했는데, 이 글꼴은 1990년까지 구 동독의 도로 표지판에 사용되었다.

## 사용

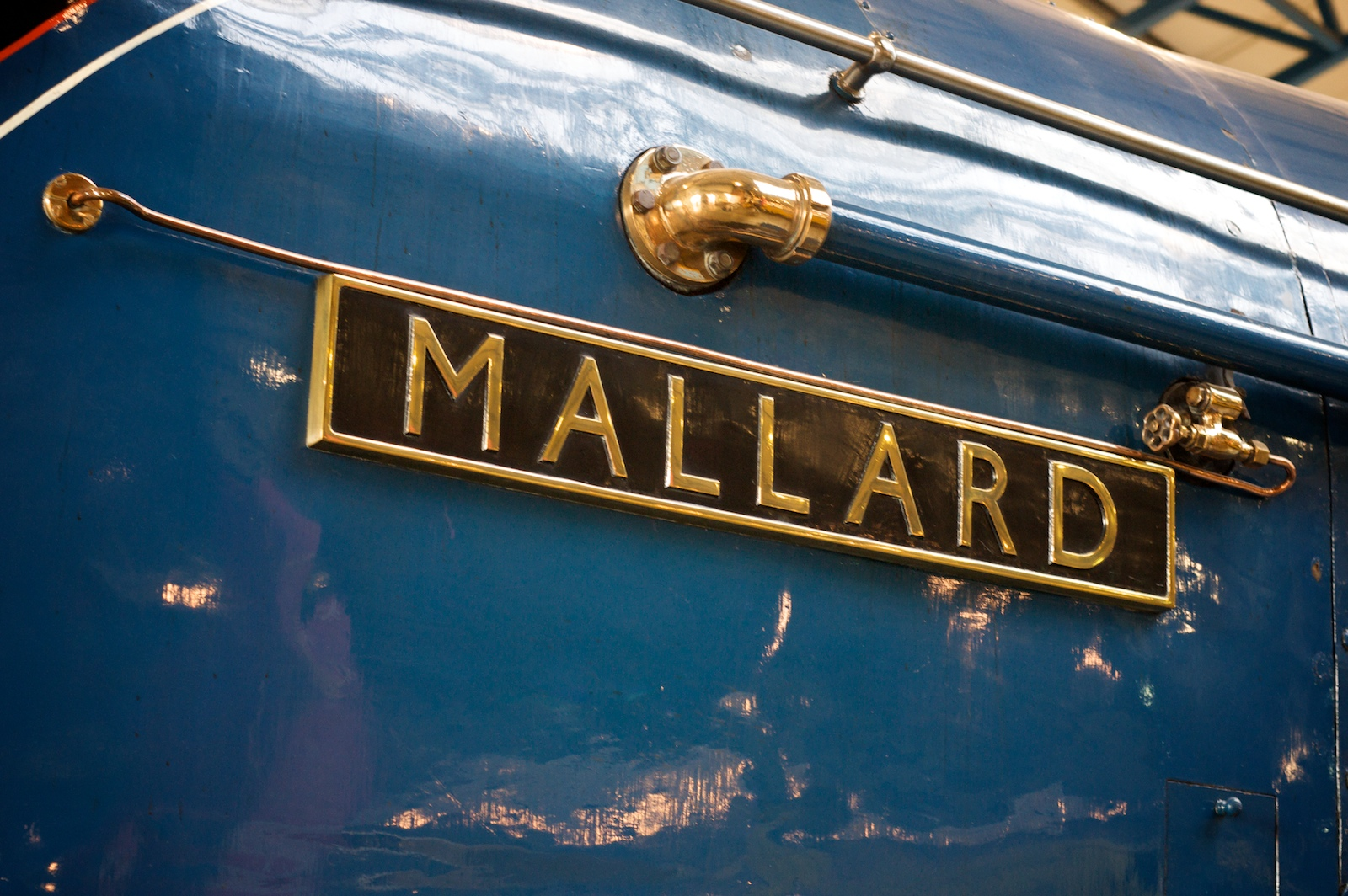
LNER 기관차 말라드의 명판에 새겨진 길 산스

1928년에 단일 대문자 두께로 처음 공개된 길 산스는 이듬해 LNER 철도 회사의 표준 글꼴로 선정되면서 전국적인 명성을 얻었다. 이후 기관차 명판과 손으로 그린 역 표지판부터 인쇄된 식당차 메뉴, 시간표, 광고 포스터에 이르기까지 회사의 모든 정체성에 등장하기 시작했다.
LNER은 길(기관차에 매료되어 있었다)에게 플라잉 스코츠맨 급행 서비스의 발판 승차를 제공하여 브랜드 재설정을 홍보했다. 길은 또한 길 산스 스타일의 간판을 그려주었는데, 이 간판은 세인트 브라이드 도서관 컬렉션에 보존되어 있다.

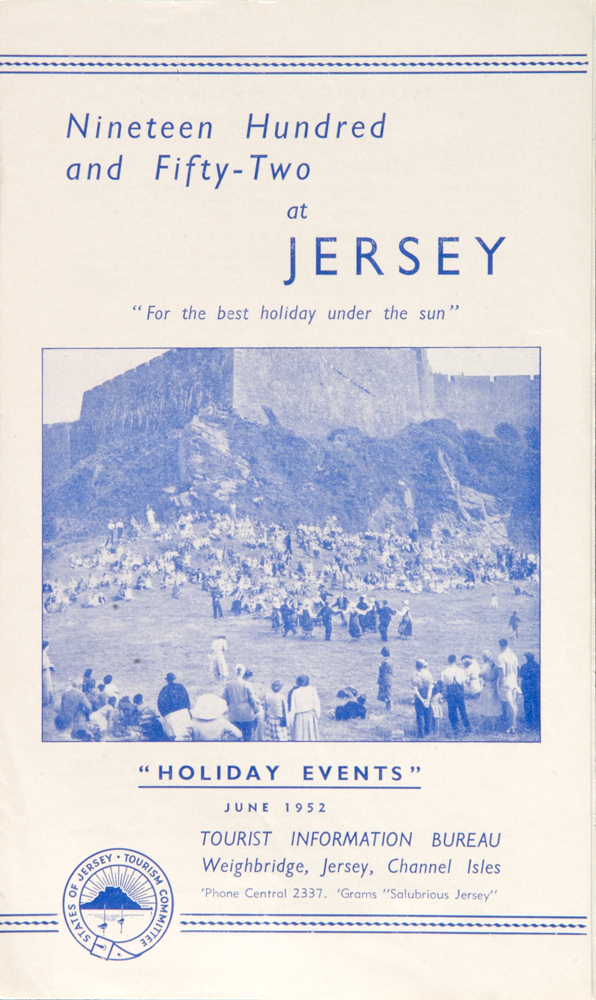
1952년 저지 휴가 행사 브로슈어로, 당시 디자인 스타일의 전형이다.

1949년에 철도 집행 위원회는 모든 역에 사용될 표준 유형의 표지판을 결정했다. 글자는 지역 색상 배경에 길 산스 글꼴을 사용하기로 했다. 길 산스는 또한 인쇄물에도 많이 사용되었으며, 종종 표지판에 대문자만 사용되는 설정으로 사용되었다. 영국 교통 위원회의 일부인 철도 집행 위원회는 대형 표지판을 손으로 그리는 표지판 화가들을 위한 매뉴얼에 사용될 특별히 그려진 변형을 개발했다. 다른 사용자로는 1935년부터 펭귄 북스의 상징적인 페이퍼백 표지 디자인, 그리고 영국 공식 지도 제작 기관인 오드넌스 서베이가 있었다. 런던 교통에서도 존스턴 글꼴로 실용적으로 설정할 수 없는 문서에 사용되었다. 인쇄 역사가 폴 쇼는 길 산스를 1930년대부터 1950년대까지 "모더니스트 고전주의" 스타일의 핵심 요소로 묘사했으며, 이 스타일은 깨끗하고 간결한 디자인을 장려했고, 종종 올 캡스와 가운데 정렬된 제목을 사용했다.
길 산스는 여전히 인기가 있지만, 1950년대와 1960년대에는 대륙 및 미국 디자인의 영향으로 그로테스크와 네오-그로테스크 글꼴로의 전환이 일어났다. 이 시기에 인기를 얻은 글꼴로는 원래의 초기 "그로테스크" 산세리프체는 물론, 헬베티카와 유니버스 (글꼴)와 같이 같은 스타일의 새롭고 더 우아한 디자인이 있었다. 모즐리는 1960년에 오래된 모노타입 그로테스크 디자인에 대한 "주문이 예상치 않게 부활했다"고 언급했다. "[그것은] 1960년대 초 타이포그래피에 불어오기 시작한 신선한 혁명적인 바람을 유니버스 (글꼴)보다 훨씬 더 생생하게 나타낸다." 2007년에는 "그 다소 서투른 디자인이 길 산스의 아름다움에 지쳐 있던 상징파괴적인 디자이너들에게 주된 매력 중 하나였던 것 같다"고 덧붙였다. 이러한 추세의 한 예로, 조크 키니어와 마거릿 캘버트가 1965년에 BR을 브리튼 철도로 기업 재브랜딩하면서 인쇄물에는 헬베티카와 유니버스 (글꼴)를 도입하고, 표지판에는 맞춤형이지만 매우 유사한 레일 알파벳을 도입하여 길 산스와 자주 연관되는 고전적인 올 캡스 표지판 스타일을 포기했다. 키니어와 캘버트의 도로 표지판 재설계도 유사한 접근 방식을 사용했다. 리노타입과 그 디자이너 헤르만 차프는 1955년에 길 산스의 경쟁작으로 계획된 디자인 개발을 시작했지만, 1962~63년경에 이러한 글꼴과 더 비슷하게 만들기 위해 일부 글자를 다시 그리는 것을 고려한 후 디자인 프로젝트("마그누스"로 명명됨)를 포기했다.

길 산스의 지배력을 약화시킨 또 다른 발전은 사진 식자 기술의 등장이었다. 이 기술은 필름에 사진을 찍어 글꼴을 인쇄할 수 있게 해주었고(특히 디스플레이 사용에서, 핫메탈은 본문 조판에 더 오래 사용되었다) 저렴하게 사용할 수 있는 글꼴의 범위를 엄청나게 늘렸다. 드라이 트랜스퍼인 레트라세트는 더 작은 프로젝트에도 비슷한 효과를 주었다. 그들의 산세리프 글꼴인 콤팩타와 스테판슨 블레이크의 임팩트는 밀집되고 산업적인 디자인을 선택함으로써 당시의 디자인 트렌드를 잘 보여주었다. 제임스 모즐리는 1930년대부터 1950년대까지 자신이 자라던 시기에 대해 나중에 다음과 같이 썼다. 
모노타입 고전 글꼴은 타이포그래피 풍경을 지배했다... 적어도 영국에서는 그들의 뛰어난 품질이 부인할 수 없었지만, 그들에게 지루함을 느끼고 그들이 대표하는 온화하고 좋은 취향에 반항하기 시작할 수도 있었다. 사실 우리는 1960년까지 그들이 우리를 너무 오래 지루하게 만들지 않을 수도 있다는 것을 이미 알고 있었다. 금속 활자의 종말... 마침내 일어나고 있는 것 같았다.
길 산스는 영국에서 매우 인기가 많았고, 유럽 인쇄물에서는 그 정도는 아니었지만, 금속 활자 시대에는 미국 인쇄업자들 사이에서 인기를 얻지 못했다. 대부분의 미국 인쇄업자들은 프랭클린 고딕과 같은 고딕 디자인, 그리고 푸투라와 모노타입 자체의 트웬티센추리와 같은 기하학적 디자인을 선호했다. 따라서 길 산스는 금속 활자 시대가 끝나고 사진 식자 및 디지털 시대에 들어서면서 매킨토시 컴퓨터와 마이크로소프트 오피스의 시스템 글꼴이 되면서 특히 전 세계적으로 인기를 얻었다. 그러나 이 시기 미국에서 길의 작품 중 하나는 1930년 포에트리 매거진을 위해 길 산스를 기반으로 길 산스가 제작한 맞춤형 워드마크와 로고였다. 이 잡지의 편집자 해리엇 먼로는 런던에서 길의 작품을 본 적이 있었다.

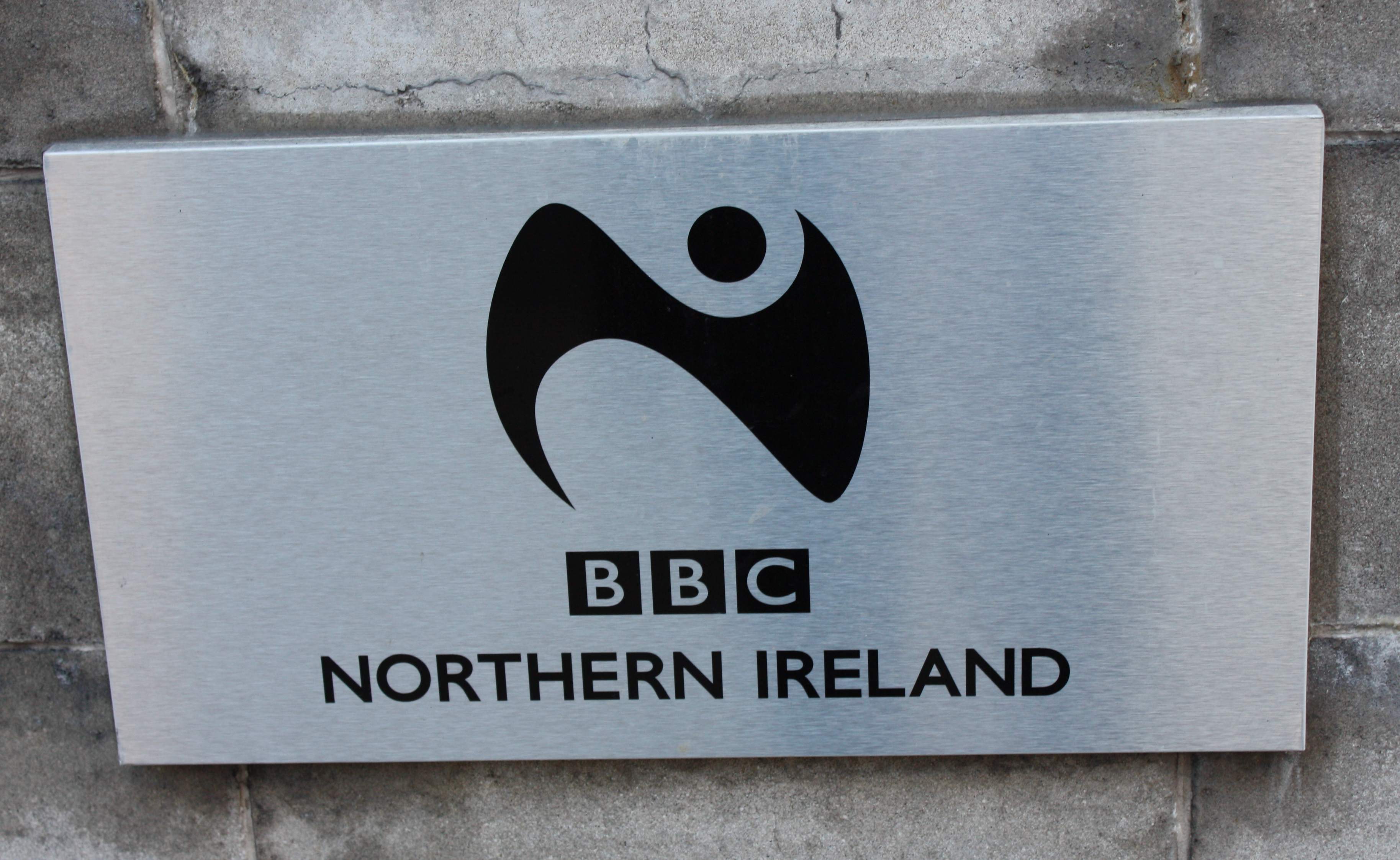
BBC 브로드캐스팅 하우스, 벨파스트의 표지판으로 길 산스를 사용했다. 여기에 표시된 BBC 로고는 1997년부터 2021년까지 사용되었다.

1997년 영국방송공사는 자신들의 로고를 포함하여 모든 목적에 길 산스 글꼴을 기업 글꼴로 채택했다. 디자이너 마틴 램비-내언은 변경 이유를 설명하며 "시간의 시험을 견뎌낸 글꼴을 선택함으로써, 몇 년 후 시대에 뒤떨어져 보일 수 있는 유행을 쫓는 함정을 피할 수 있었다"고 말했다. 이는 길 산스와 BBC의 유일한 관계가 아니었는데, 길은 방송사의 런던 본부인 브로드캐스팅 하우스에 전시된 조각상과 다른 예술 작품을 디자인하기도 했다. 2017년, BBC는 길 산스를 단계적으로 폐지하고 존 라이스의 이름을 딴 독자적인 기업 글꼴인 "라이스(Reith)"를 도입하기 시작했는데, 이 글꼴은 모바일 기기에서 더 잘 읽히도록 디자인되었으며, 계속 사용하기 위해 라이선스를 받을 필요가 없었다. 이 글꼴은 2021년에 BBC의 기업 로고로 채택되었다.
구 동독은 1990년 독일의 재통일 이전에 도로 표지판에 길 산스 볼드 콘덴스드의 수정된 변형을 사용했다.
2022년까지 자선단체 세이브 더 칠드런은 로고와 브랜드에 길 산스를 사용했다. 디자이너 에릭 길이 자신의 자녀와 다른 사람들에 대한 성적 학대가 더 널리 알려진 후, 이 자선단체는 "길 산스 글꼴 사용을 중단한다"고 밝히며 브랜드를 변경했다.

## 유사 글꼴

### 초기 경쟁작

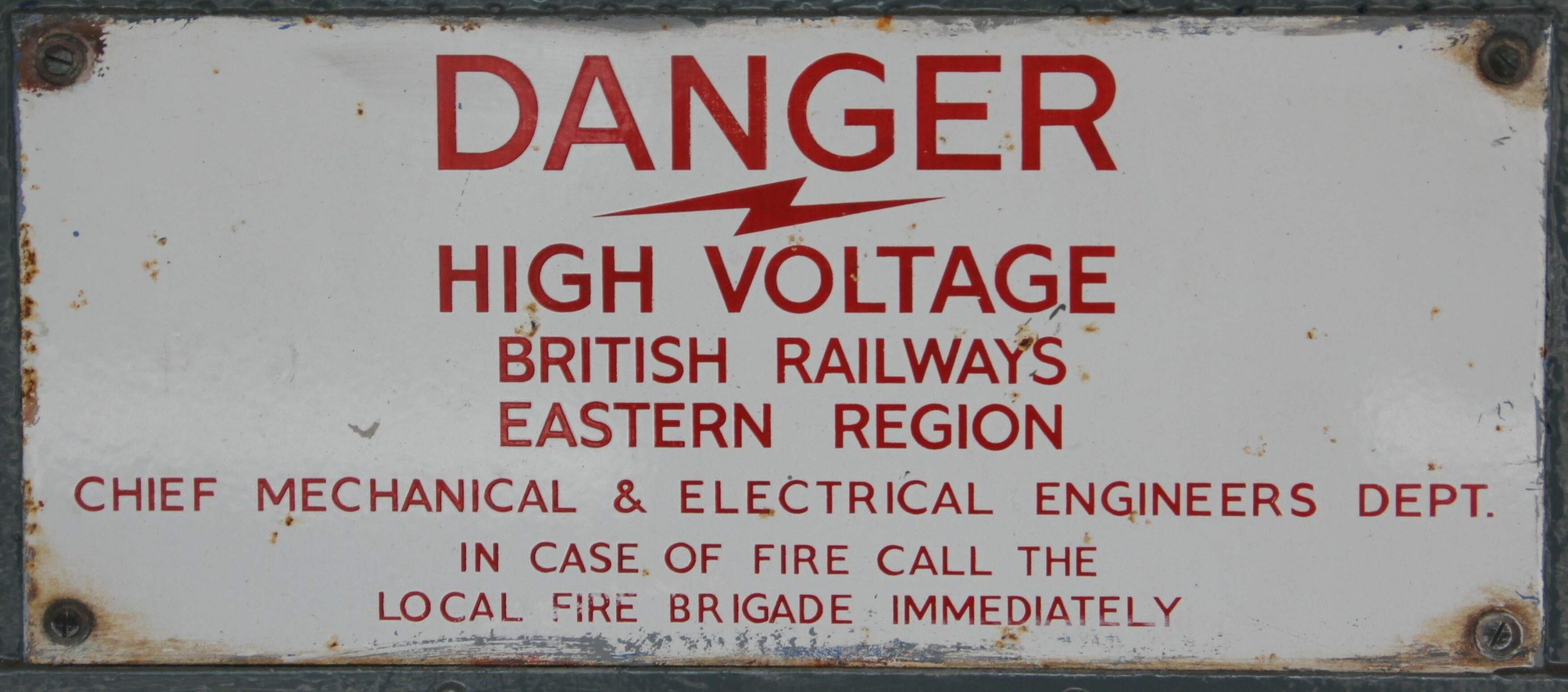
브리티시 철도 동부 지역 표지판의 글자체. 글자체는 분명히 길 산스를 기반으로 하지만, R과 같은 일부 글자는 매우 다르다.

1930년에 셰필드 활자 주조소인 스테판슨 블레이크는 길 산스, 존스턴, 푸투라의 영향을 받은 상업적 경쟁작인 그랜비를 출시했다. 이 글꼴은 압축 및 인라인 스타일을 가진 큰 계열이었으며, 존스턴과 같은 다이아몬드 점 디자인을 가지고 있었다. 또한 길 카요의 영향을 받은 "그랜비 엘리펀트" 두께도 포함되었다.
또 다른 유사하지만 더 특이한 디자인은 존스턴의 제자인 해롤드 커웬이 그의 가족 회사인 플라이스토의 커웬 프레스에서 사용하기 위해 만들었다. "커웬 산스" 또는 "커웬 모던"이라고 불리는 이 글꼴은 존스턴과도 많은 유사점을 가지고 있으며, 커웬 프레스에서 인쇄한 런던 교통 공사 작업물에 가끔 사용되었다. 커웬은 이 글꼴이 1900년대 존스턴과 함께 공부하던 시절을 기반으로 한다고 설명했지만, 1928년 길 산스가 출시될 무렵까지 금속으로 제작되지 않았고, 카벨의 소문자와 유사했다. K-Type의 디지털화는 2018년에 출시되었다.
길 산스의 인기가 절정에 달했던 시기에 몇몇 의도된 길 산스 경쟁작이 개발되었지만, 결국 대량 출시되지는 않았다. 나중에 펭귄을 위해 책을 디자인하면서 길 산스를 광범위하게 사용하게 된 얀 치홀트는 초기 사진 식자 기계를 위해 비슷한 디자인을 만들었는데, 당시에는 거의 사용되지 않았지만 이후 디지털화되었다. 1930년대 동안 모리슨의 친구이기도 했던 네덜란드의 글꼴 디자이너 얀 반 크림펜은 세리프와 인본주의적 산세리프 동반 글꼴을 가진 슈퍼패밀리인 로물루스를 디자인했다. 낮은 x-높이를 가진 산세리프는 시험 인쇄본을 넘어 발전하지 못했다. 위에서 언급했듯이, 리노타입은 1955년에 길 산스 경쟁작인 "마그누스"라는 이름으로 개발을 시작했다. 독일 글꼴 디자이너 헤르만 차프가 영국의 리노타입 관리자 월터 트레이시의 의견을 받아 디자인한 이 글꼴은 제조 능력 부족과 변화하는 취향으로 인해 결국 1963년까지 포기되었지만, 이 역시 시험 인쇄본까지는 도달했다.

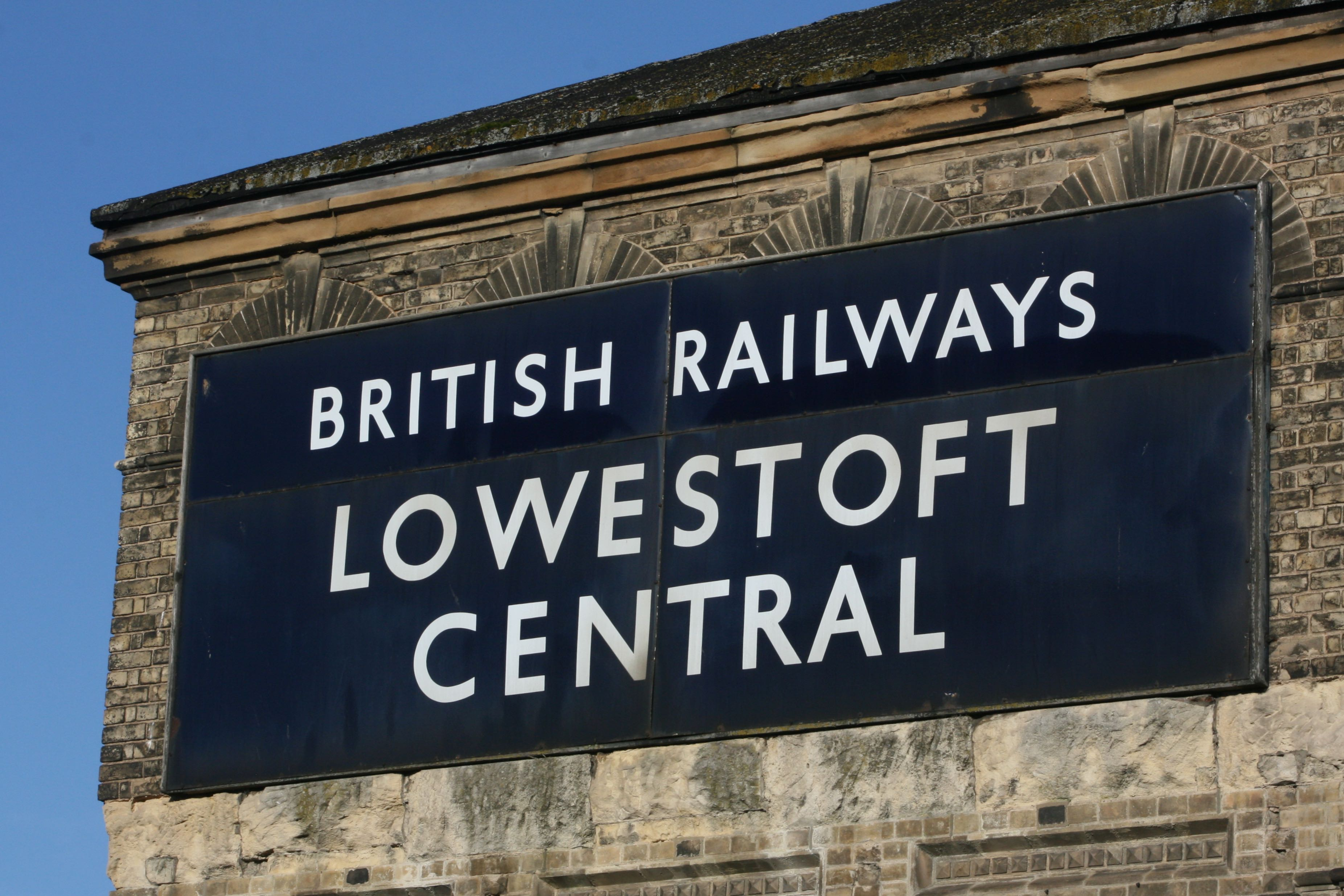
로스토프트 센트럴 역의 브리튼 철도 표준 글자체로 된 에나멜 표지판. "R"의 다리 오른쪽은 길 산스의 부드러운 곡선이 아니라 직선이다.

유사한 글꼴 외에도, 길 산스가 지배하던 시기에 영국에서 제작된 많은 표지판과 물건들, 예를 들어 Keep Calm and Carry On 포스터는 길 산스와 유사한 손으로 그린 또는 맞춤형 글자체를 받았다. 전쟁 중 전투기 사령부는 길 산스와 유사한 표준 글자체 세트를 사용했다. 나중에 저명한 글꼴 디자이너가 된 매튜 카터는 2005년에 그의 어머니가 그가 가지고 놀 수 있도록 길 산스를 기반으로 한 리놀륨 블록 글자체를 잘라 주었다고 회상했다. 또 다른 잘 알려지지 않은 추종자는 NEN 3225 표준 글자체였다. 이는 네덜란드 공공 사용을 위한 표준화된 글자체 세트를 만들기 위한 네덜란드 표준 협회의 프로젝트로, 길 산스와 유사한 산세리프와 얀 반 크림펜이 그린 동반 세리프 글꼴로 구성되었다. 이 프로젝트는 1944년에 시작되었지만, 1963년에 출판되었고, 궁극적으로 인기를 얻지 못했다.

### 후기 및 디지털 전용 디자인
길 산스가 정의하는 데 기여한 인본주의적 산세리프 글꼴 범주는 1980년대와 1990년대에 큰 주목을 받았는데, 특히 1960년대와 1970년대에 헬베티카와 유니버스 (글꼴)의 압도적인 인기에 대한 반작용으로 나타났다.
길 산스에서 영감을 받은 현대 산세리프 디자인은 종종 본문 텍스트에 더 적합한 비율과 간격, 컴퓨터의 등장으로 다중 마스터 또는 보간 글꼴 디자인의 사용 덕분에 더 넓고 균질한 두께 범위, 또는 더 불규칙하고 손으로 그린 스타일을 특징으로 한다. 제레미 탱커드의 블리스와 볼커 퀴스터의 투데이 산스는 현대적인 변형이다. 탱커드는 이 장르의 쇠퇴에 대해 "길 산스 이후 처음으로 영어 느낌이 나는 상업용 글꼴을 만드는 것이 목표였다"고 말했다. 로튼 산스는 길 산스에서 영감을 받았지만, 길 산스의 세리프 글꼴 조안나에서 사용된 것과 유사하게 거의 직립 이탤릭체를 가지고 있다. 더 멀리서는 아서 밴슨의 체샴 산스는 영국 산세리프 간판 그림 전통에서 영감을 받았으며, 길 산스의 작품과 많은 유사점을 가지고 있다. 비트스트림의 휴머니스트 521은 비공식적인 디지털화였으며, 러시아 라이선스 소유자인 파라타입이 1997년에 키릴 버전도 추가했다. 소프트메이커와 폰트사이트도 "샹티이"와 "깁슨"을 포함한 다른 이름으로 길 산스 디지털 버전을 출시했다.
더 느슨하게는 한스 에두아르트 마이어의 신택스가 어떤 면에서는 비슷하다. 1968년에 출시되어 치홀트에게 칭찬받은 이 글꼴은 더 역동적이고 필기체의 영향을 받은 산세리프 형태를 의도했다. 그러나 그 이탤릭체는 길의 것보다 기울임꼴에 가깝다. 토마스 피니가 디자인하고 어도비가 출시한 하이파티아 산스는 더 개성 있는 인본주의적 산세리프 디자인을 목표로 했다. 다른 많은 글꼴들도 어느 정도 길 산스의 영향을 받았다.

### 글꼴 슈퍼패밀리

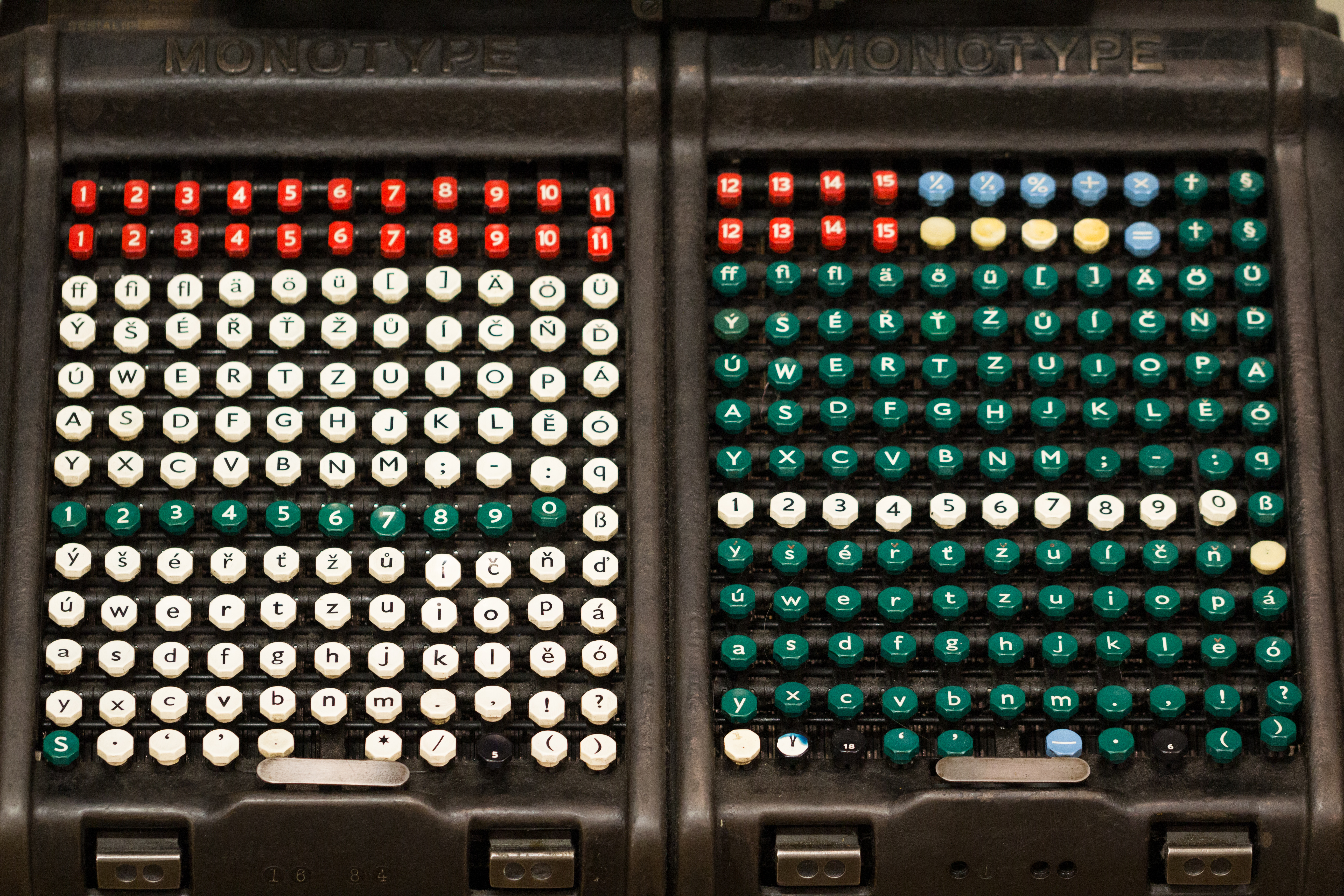
1935년 모노타입 식자 조판기 키보드의 가볍게 맞춤화된 길 산스

인본주의적 산세리프 개념의 논리적 확장은 글꼴 슈퍼패밀리이다. 이는 세리프 글꼴과 유사한 글자 형태를 가진 일치하는 인본주의적 산세리프 글꼴을 말한다. 마르틴 마요르의 FF 스칼라 산스는 길의 작품의 영향을 받은 인기 있는 예시이다. 다른 예시로는 레트라세트의 마이클 길스가 디자인한 샬럿 산스와 세리프, 주자나 리코가 바스커빌을 기반으로 만든 미스터 & 미스 이브스, 그리고 로빈 민트예스가 캐슬론을 기반으로 만든 도버 산스 및 세리프 등이 있다. 모노타입 자체도 2015년에 조안나 산스를 출시했는데, 이는 길 산스의 세리프 디자인인 조안나를 보완하기 위해 (정확히 일치하지는 않지만) 화면에 최적화된 산세리프 글꼴이다.

### 법적 측면

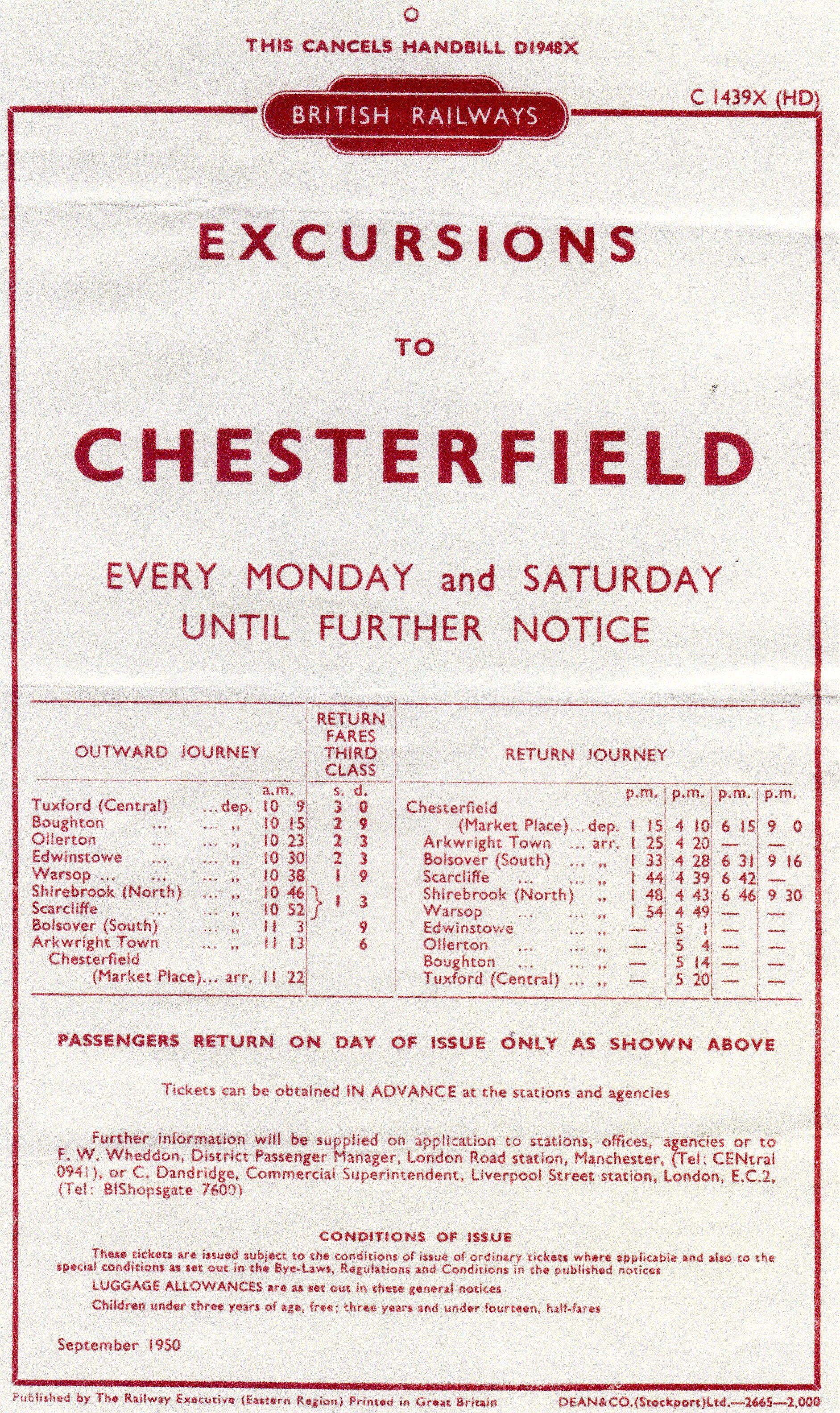
1950년 길 산스를 사용한 철도 시간표

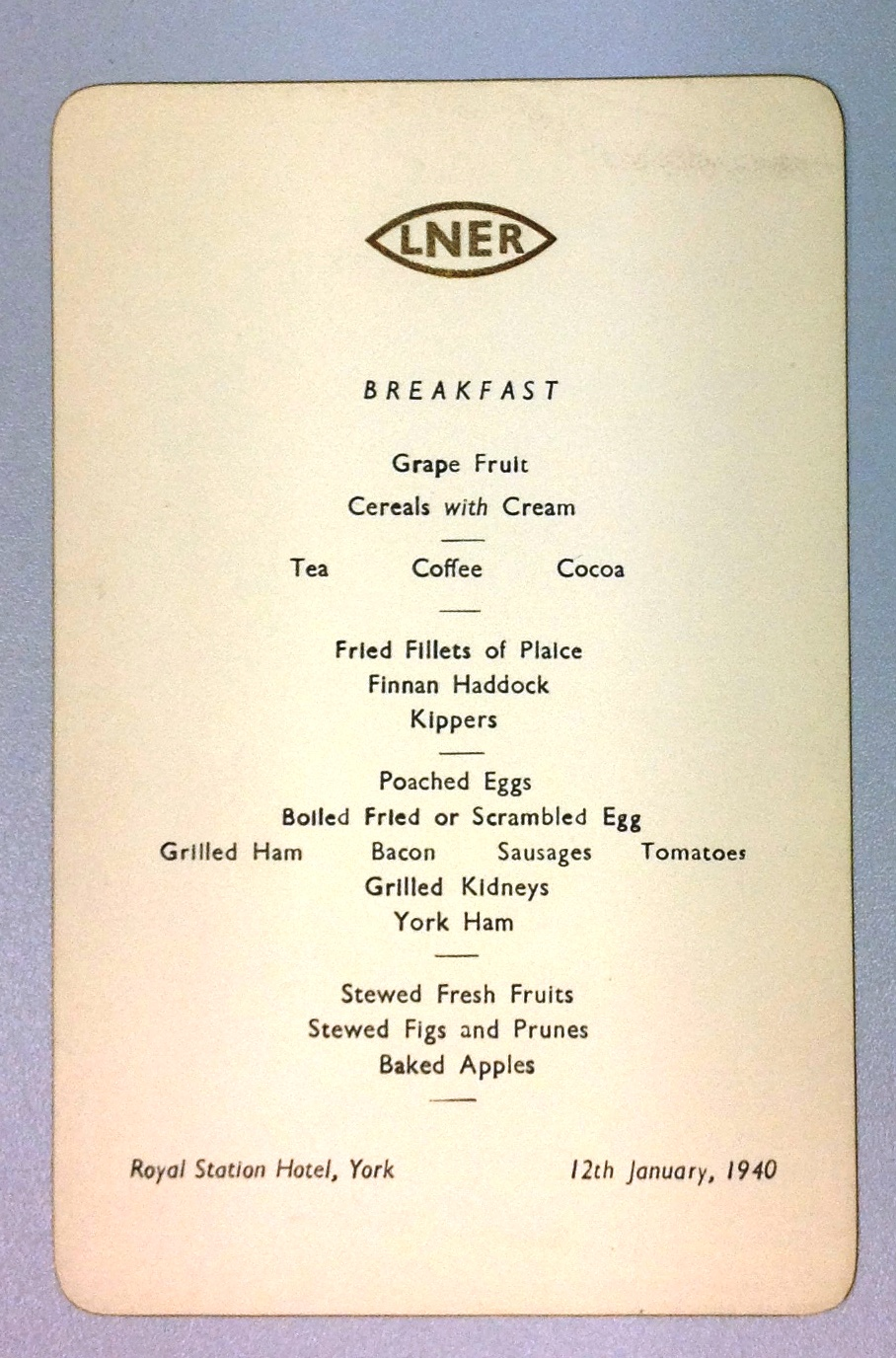
요크의 로열 스테이션 호텔 LNER 호텔 메뉴에 있는 길 산스, 1940년

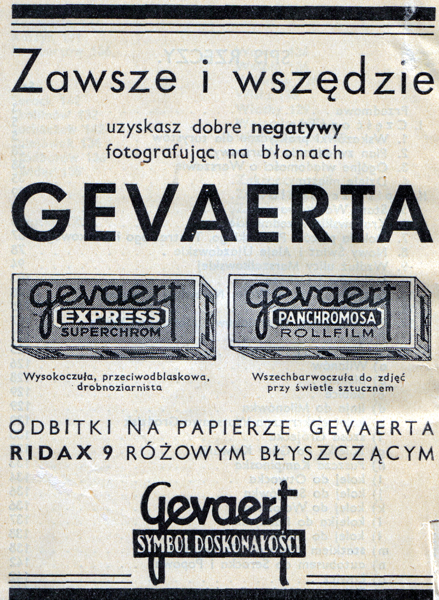
이 전간기 폴란드 광고(아그파게바트 네거티브)의 일부는 푸투라와 유사한 "대륙" 대체 문자를 사용하는 길 산스이다.

많은 국가에서 글꼴 디자인은 저작권 보호 대상이 아니며, 영국과 같은 다른 국가에서는 금속 활자 계열이 본질적으로 완성된 1940년 길 사망 후 70년이 지나면 디자인의 저작권이 만료된다. 이로 인해 길 산스의 대체 디지털 버전을 만드는 것은 법적으로 허용되지만, 나중에 모노타입이 추가한 글꼴(예: 북 두께 및 유로 기호)은 반드시 그렇지는 않다. 그러나 "길 산스"라는 이름은 여전히 모노타입의 상표 (미국 상표 번호 1340167)로 남아 있으며, 따라서 파생 글꼴의 이름으로 사용될 수 없다.
완전한 직접 오픈 소스 길 산스 클론은 출시되지 않았다. 가장 광범위한 것 중 하나는 아르칸디스 디지털 파운드리 프로젝트와 디자이너 히르웬 하렌달의 파생 글꼴인 길리우스인데, 볼드, 이탤릭, 콘덴스드, 콘덴스드 볼드 스타일을 포함한다. 이것은 순수한 클론이 아니라 비트스트림 베라를 수정하여 부분적으로 만들어졌으며, 특히 "w" 디자인에서 분명히 보이는 기하학적 글꼴의 영향을 추가했다. 케손시티에 있는 활자 주조소 K22는 디자이너 "토토 G"가 운영하며, 길 산스 섀도우 338 디자인을 디지털화한 K22 에릭 길 섀도우와 인라인 변형인 K22 에릭 길 섀도우 라인 두 가지 길 산스 그림자 변형을 "개인, 사적, 비상업적 목적"으로는 무료로, 상업적 사용으로는 판매용으로 출시했다. 중간 두께의 직접 클론인 산스 길트(Sans Guilt)는 브뤼셀의 오픈 소스 디자인 그룹 OSP에서 2011년에 출시되었지만, 정렬되지 않은 "w" 및 "x" 문자와 같은 몇 가지 명백한 오류를 포함하고 있다.

## 내용주
1. ↑  길 산스와 푸투라를 글꼴 디자인에서 인본주의적, 기하학적이라는 별도의 방향을 따르는 것으로 분류하는 것이 현재는 일반적이지만, 당시 작가들에게는 분명해 보이지 않았다. 그들은 종종 둘 다 산세리프 문자의 새롭고 더 개인화된 발전으로 보았다. 당시 일부 자료는 산세리프를 19세기의 "그로테스크"와 20세기의 현대적인 "산세리프" 또는 유사한 분류 구조로 구분했다.
2. ↑  모즐리는 존스턴의 글씨체와는 닮지 않았지만, 간판 그림과 활자 디자인에서 당연히 많은 선례가 있었기 때문에, 존스턴 글꼴에서도 이것이 길의 아이디어였을지도 모른다고 "추측하고 싶다"고 썼다.[10][11]
3. ↑  모리슨은 기울임꼴이 이탤릭체보다 덜 대조적이기 때문에 세로 글꼴과 더 잘 어울린다는 이론을 주장했다. 이 주장은 길 산스보다 먼저 시작되었지만 나중에 출시된 페르페투아 프로젝트의 길고 긴장된 개발 과정에서 큰 부분을 차지했는데, 모노타입 경영진이 기울임꼴을 더 일반적인 이탤릭체로 바꾸었기 때문이다.[14] 모리슨은 결국 그 아이디어를 포기하고 타임스 뉴 로먼의 이탤릭체가 "도그마보다 디도에 더 많은 영향을 받았다"고 한탄했다.[15]
4. ↑  획 두께가 더 가벼우면 비스듬한 절단이 글자의 균형을 깨뜨릴 수 있기 때문에 필요하다.
5. ↑  클레버돈은 알파벳 책을 보관하다가 1967년에 해리 랜섬 센터 컬렉션에 판매했다. 이 책에는 모델 세리프 대문자와 소문자도 포함되어 있었다.[25]
6. ↑  간판 화가의 알파벳은 코퍼플레이트 고딕 및 유사한 디자인의 대문자와 유사하게 매우 작은 쐐기 세리프를 가지고 있었다. 이 스타일은 당시 가끔 사용되었다. 존스턴은 이를 지하철 알파벳의 가능한 구조로 고려했으며, 존스턴의 제자 퍼시 델프 스미스의 참여로 지하철에서 존스턴의 일부 변형에 사용되었다.[29]
7. ↑  베르톨트 볼페, ITC 디지털화, 트랜스포트 포 런던에서 사용된 것과 같은 존스턴의 일부 복원판은 존스턴을 위해 이탤릭체 또는 기울임꼴을 합성하려고 시도했지만, 존스턴은 그러한 것을 만들지 않았다.[40] P22의 복원판은 이를 추가하지 않았다.[41]
8. ↑  이는 몇 년 후 가우디 산스와 다소 유사한 디자인을 낳았다. 존스턴의 개발도 10년 전에 비슷한 간소화 과정을 거쳤는데, 소문자에 대문자 형태의 "q"와 같이 서예의 영향을 받은 많은 글리프를 포함하려는 아이디어가 고려되었다가 폐기되었다.[8]
9. ↑  이를 보여주는 접근 가능한 표본은 LNER 시간표에 관한 모노타입 레코더 기사로, LNER가 선호하는 크기와 두께를 인쇄했다. 18pt 중간 두께의 "d", "p", "q"에서는 획 끝이 보이지만, 10pt에서는 보이지 않는다.[48]
10. ↑  그리스 인쇄 역사 분야의 선도적인 전문가인 레딩 대학교의 게리 레오니다스는 길 산스의 그리스어 문자가 적어도 2002년 버전까지는 "심각하게 손상되었고" 비자연스럽다고 비판했지만, 그럼에도 불구하고 1950년대경에는 널리 모방되었다고 언급했다.[87]
11. ↑  길 산스 노바에서 길 산스 노바 데코 레귤러로 디지털화됨.
12. ↑  길 산스 섀도우드 및 길 산스 노바 섀도우드 아웃라인으로 디지털화됨. 제목용 글꼴로서 대문자만 있다.[88] 몇 년 전 한스 본의 오플리드 글꼴과 유사하다.[89]
13. ↑  때때로 길 산스 엑스트라 라이트로 판매됨.[90]
14. ↑  길 산스 레귤러를 다른 색상으로 인쇄하여 그림자 효과를 낼 수 있었다.[91] 후기 금속 활자 시대에는 길 산스 섀도우 No. 3로 판매되었으며, 가장 두꺼운 그림자 두께였다.[92]
15. ↑  가장 가벼운 길 산스 섀도우 두께로, 길 산스 라이트 섀도우드 및 길 산스 노바 섀도우드 라이트로 디지털화됨.[93]
16. ↑  약간 더 두꺼운 그림자 두께.[93]
17. ↑  모노타입의 고전 글꼴에 대한 초기 디지털 버전들은, 길 산스와 달리 일부는 완전히 재검토되지 않았는데, 널리 불규칙하다고 여겨졌다. 조너선 회플러는 "길 산스는 '그럭저럭 괜찮은 활자 주조소 글꼴의 최악의 디지털 적응'이라는 트로피를 차지했으며, 벰보와 센타우르가 그 뒤를 바싹 쫓았다"고 비꼬았다.[104]
18. ↑  사실 이 시기 모즐리의 경력의 주요 부분은 세인트 브라이드 도서관을 위해 회사가 처분하는 금속 활자 장비를 축적하는 것이었다.[138]
19. ↑  당시 미국 시장에서는 모노타입의 경쟁사인 리노타입이 지배적이었는데, 이것이 한 가지 요인일 수 있다.[8][10] 그림자 효과 대문자 전용 글꼴은 이 시기에 길 산스를 제외한 일부 미국 견본 브로셔에 나타나며,[139][140] 특히 카메오 룰드 두께는 볼티모어 활자 주조소에서 에어포트 계열로 판매되었는데, 이는 푸투라의 복제본이었다.[141]
20. ↑  "브리타니아"라는 이름도 고려되었지만, 스테판슨 블레이크의 기존 브리타니카 디자인 때문에 포기되었다.

## 참고 문헌
- Carter, Sebastian. Twentieth Century Type Designers. W.W. Norton, 1995. ISBN 0-393-70199-9.
- Johnson, Jaspert & Berry. Encyclopedia of Type Faces. Cassell & Co, 2001. ISBN 1-84188-139-2.
- Ott, Nicolaus, Friedl Fredrich, and Stein Bernard. Typography and Encyclopedic Survey of Type Design and Techniques Throughout History. Black Dog & Leventhal Publishers. 1998, ISBN 1-57912-023-7.
- Ovenden, Mark. Johnston and Gill: Very British Types. Lund Humphries. 2016, ISBN 978-1-84822-176-5